# Masacre de Peterloo
A principios del siglo XIX, y después de las guerras napoleónicas, Gran Bretaña se encontraba en medio de una profunda crisis económica, social y política. La masacre de Peterloo supuso un hecho escandaloso y un mazazo para la sociedad británica. Peterloo se convirtió en uno de los símbolos sobre los que se edificarían en las décadas siguientes las reformas sociales y políticas demandadas por dicha sociedad.
La masacre de Peterloo tuvo lugar el lunes 16 de agosto de 1819, en la plaza de St. Peter’s Field, en la ciudad de Mánchester, en el condado de Lancashire en Inglaterra, cuando el cuerpo de Caballería de la milicia local (Manchester and Salford Yeomanry), por orden de los magistrados locales, cargó contra una multitud de unas 60 000 personas venidas de las ciudades y pueblos de lo que hoy es el Gran Mánchester. Era una manifestación pacífica del movimiento radical, de tejedores y comerciantes con sus familias, venidos para escuchar a Henry Hunt, un destacado reformista político, entre otros. El objetivo de la manifestación era analizar la posible reforma de la representación parlamentaria en un sentido democrático, ya que en ese momento solo los terratenientes ricos podían votar. Fallecieron en total dieciocho personas, y hubo centenares de heridos, incluidos niños. 
Ese día se produjo el peor incidente violento jamás ocurrido en una reunión política en Reino Unido. La masacre mostró los profundos temores de las clases privilegiadas a una inminente revolución jacobina en Inglaterra en los años posteriores a las guerras napoleónicas. Para los radicales y los reformistas, Peterloo vino a simbolizar la insensibilidad y la tiranía de los conservadores Tory.
El nombre de Peterloo fue acuñado cinco días después de la masacre por James Wroe, editor del Manchester Observer, el periódico radical más importante de la ciudad.  El nombre pretendía burlarse de los soldados que atacaron y mataron a civiles desarmados, comparándolos con los héroes que habían luchado cuatro años antes contra Napoleón y regresado del campo de batalla de Waterloo.
Según el historiador Fabrice Bensimon, "Peterloo permanece como la masacre entre las masacres, el símbolo de una causa justa que un poder injusto quiso en vano aplastar en la sangre".

## Causas y Antecedentes
En 1789 la Revolución francesa hizo que se difundieran por todo el mundo las ideas de “Libertad, igualdad y fraternidad”. Gran Bretaña, donde menos del 3% de la población podía votar y el sistema era totalmente corrupto, acogió estas ideas con entusiasmo. Thomas Paine las expresó claramente en su libro Los derechos del hombre en 1791, lo que inspiró a la gente común a cuestionar el sistema bajo el que vivían, de la misma manera que habían hecho sus vecinos franceses. El gobierno británico se preparó para una guerra contra la amenaza revolucionaria francesa, pero también para abortar cualquier atisbo revolucionario interno en su propio país.
Los ricos le tenían pavor a las masas por el espectro de la Revolución francesa. De hecho, el primer ministro Robert Jenkinson, segundo conde de Liverpool, y su secretario de Relaciones Exteriores, el vizconde Castlereagh habían estado en París en aquella época, por lo que temían que cualquier concesión condujera a algo similar en Reino Unido. Para los aristócratas, como más tarde advirtió el duque de Wellington, “el comienzo de la reforma es el comienzo de la revolución”.
En la década de 1790 no existían todavía reformistas de la clase media, sino radicales plebeyos. En los siguientes cincuenta años la dinámica del radicalismo fue trazada por los artesanos y los obreros, y no por la clase media.
Gran Bretaña ganó las guerras napoleónicas (1803-1815) pero con un gran costo y una enorme deuda nacional. Los soldados británicos que regresaban vivían, no en la prosperidad del vencedor, sino en la pobreza. Los salarios de los oficios se habían reducido drásticamente. Se produjo un período de hambruna y desempleo crónico, exacerbado por la introducción en 1815 de las primeras Leyes del Cereal, las Corn Laws, que inflaron artificialmente el precio del pan. Estos factores aumentaron el interés de la población y los tejedores de algodón por el radicalismo.

### Agitación política en la primera mitad delsigloXIXen Gran Bretaña
Desde la Revolución francesa y hasta la mitad del siglo XIX, hubo tres factores que tuvieron una gran influencia:
- Gran crecimiento demográfico en Gran Bretaña, pasando de 10,5 millones de habitantes en 1801 a 18,1 millones en 1841, con el mayor índice de crecimiento en el período 1811-1821.
- La Revolución Industrial con todos sus aspectos tecnológicos. Los instrumentos físicos de producción dieron lugar a nuevas relaciones sociales, instituciones y formas culturales.
- La contra-revolución política de 1792 a 1832, con la lucha de la "Vieja Corrupción" contra cualquier atisbo de reforma.

Se puede considerar que el período 1790-1830 fue el de formación de la “clase obrera”, desarrollando una conciencia de clase y las primeras formas de organización política y laboral. Fue el período también de desarrollo y evolución del radicalismo en Gran Bretaña (fundación de los Clubes Hampden a partir de 1812, como sociedades de debate político), de la crisis ludita de 1811 a 1813, y la época heroica del radicalismo popular entre 1815 y 1819.
El utilitarismo y el metodismo compusieron la ideología dominante durante la revolución industrial:
- El utilitarismo fue una filosofía moral fundada por el filósofo inglés Jeremy Bentham, que preconizaba acciones que maximizasen la felicidad y el bienestar de los individuos afectados. Esta teoría la desarrolló Bentham en su libro Introducción a los principios de la moral y la legislación, publicado en 1789.[13]
- El metodismo pasó de 60 000 personas en 1789 a 248 000 personas en 1830,[14] habiendo progresado en la clase obrera industrial y habiéndose convertido en una religión tanto para los explotadores como para los explotados. Era una religión que intentaba conseguir la sumisión de sus seguidores, que predicaba la disciplina en los trabajadores y que intentaba evitar el ofender a la autoridad. Para ello se basaron en el adoctrinamiento directo (escuelas dominicales evangélicas), en el sentido de comunidad de los metodistas (sermones del pastor, reuniones de clase, grupos de costura, actividades de recogida de fondos,…) y en un espíritu de contrarrevolución.[15]

La Revolución Industrial mejoró la situación de las mujeres al aparecer oportunidades de empleo en los distritos textiles como asalariadas independientes. En 1818 y 1819 se fundaron las primeras Sociedades Femeninas para la Reforma en varias ciudades, entre ellas Mánchester. En esta época, se concedió a las mujeres el derecho de voto a mano alzada en ciertas reuniones de los radicales.
En 1800 y 1801 hubo muchos amotinamientos por toda Inglaterra, en gran parte motines de subsistencia debidos a la escasez y la subida vertiginosa de los precios durante el bloqueo continental de Napoleón, pero ya se vieron indicios rudimentarios de organización de la clase obrera.
Las Combination Acts de 1799, aprobadas por un Parlamento de antijacobinos y de terratenientes, prohibían toda asociación y abocaron a las trade unions a la ilegalidad y la clandestinidad. Afectaron a más de cien mil obreros en el Lancashire y Yorkshire, y la resistencia se organizó a través de comités de sindicalistas experimentados, mientras los grandes fabricantes pedían utilizar la fuerza para evitar las reuniones sediciosas. El sindicalismo registró grandes avances en este período. Con esta ley o la anterior Elizabethan Statute of Artificers (5 Eliz. c.4) que penalizaba a los trabajadores por abandonar el trabajo sin terminar, se asestaban golpes a los sindicalistas en los momentos críticos de expansión. El radical Francis Place encontró el apoyo del diputado Joseph Hume para intentar revocarlas en la Cámara, y lo consiguieron en 1824 y 1825, con lo que el sindicalismo y las huelgas ya no fueron considerados delitos.

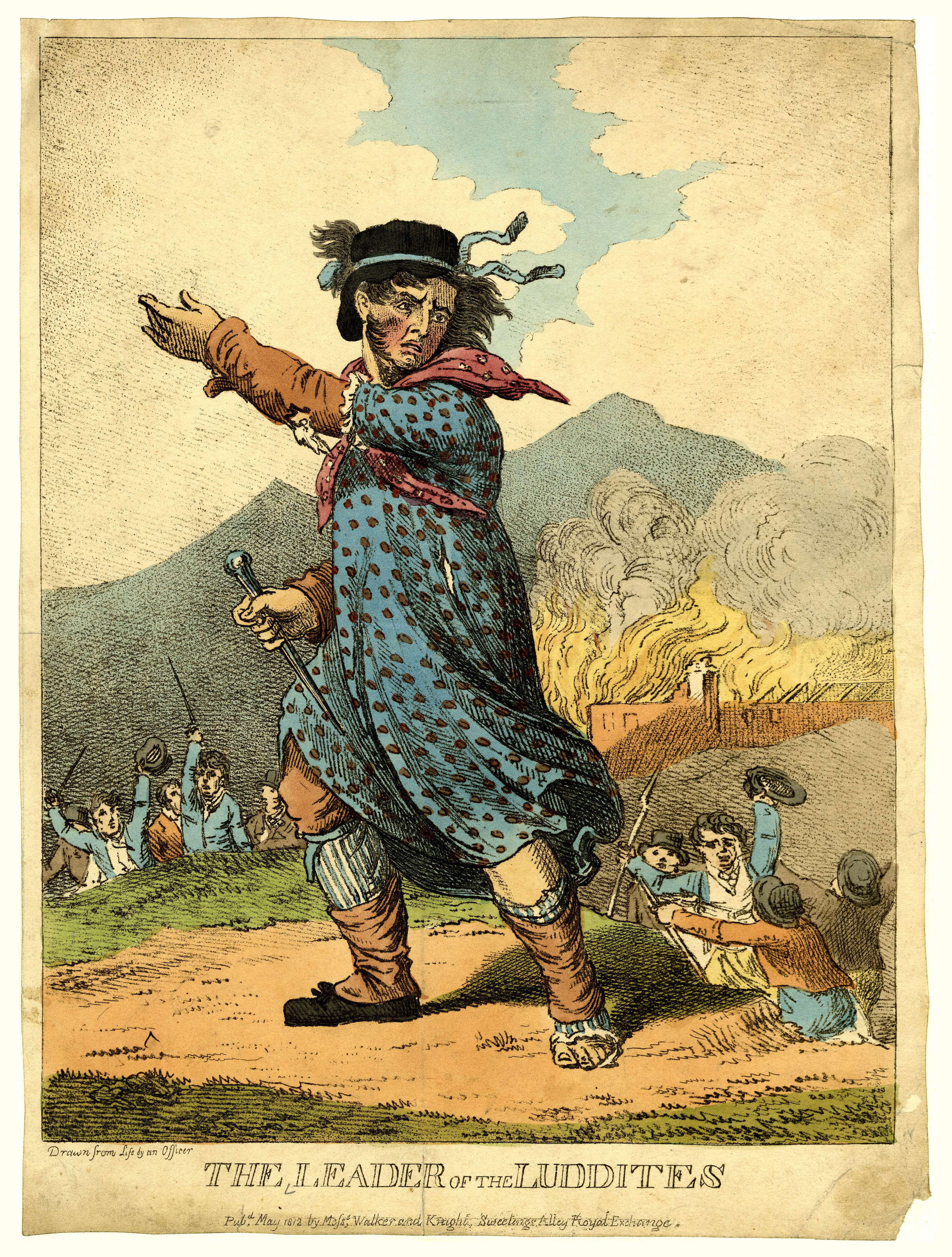
“El líder de los luditas”, aguafuerte de 1812

El conflicto industrial violento estalló con el movimiento ludita, y la destrucción de telares mecánicos y tundidoras mecánicas. Las comisiones del Parlamento presentaban fantasiosas redes insurreccionales para justificar la legislación represiva del gobierno, que impedía la existencia de una organización popular a nivel nacional. Esto llevó a los reformistas a actuar de manera secreta, y al gobierno a emplear espías e informadores, que a veces pasaban informaciones y pruebas falsas, que eran aceptadas como verdaderas por el gobierno. Las pruebas acerca de conspiraciones clandestinas presentadas por el gobierno entre 1798 y 1820 son dudosas, y en algunos casos carecen de valor.
El ludismo luchaba contra ciertas injusticias de tipo laboral y era un movimiento cuasi-insurreccional de tipo espontáneo y confuso, sin ninguna dirección a nivel nacional y sin apenas objetivos de ese ámbito que fuesen más allá del descontento general y el deseo de derrocar al gobierno. Afectó a tres oficios: tundidores, tejedores de algodón y tejedores de lana. Las demandas de los luditas incluyeron en su momento un salario mínimo legal, el control de la explotación de mujeres y jóvenes, el arbitraje, el compromiso patronal de encontrar trabajo para los trabajadores cualificados que hubiesen perdido su empleo por la nueva maquinaria, la prohibición de producir a ínfima calidad y el derecho a la organización legal de las trade unions. Tuvo una fuerte actividad entre 1811 y 1813, y luego ataques dispersos entre 1814 y 1817. Las autoridades no lograron siempre identificar a los culpables de dichos ataques. Se consolidó el sentimiento popular contra los magistrados y los grandes empresarios, mientras la administración hacía concesiones a los intereses de los fabricantes. Hubo dos razones para acabar con el ludismo: primero, la revocación de las Orders in Council, que entorpecían el comercio y su rápida mejora, y segundo, la presión creciente de las autoridades (tropas, espías, detenciones y ejecuciones).

### Situación económica en Gran Bretaña a principios delsigloXIX
En el período 1790-1840 hubo una ligera mejora en la media del nivel de vida material, pero al mismo tiempo hubo una explotación intensificada, una mayor inseguridad y una miseria creciente.
En la década de 1790 la mayoría de la población inglesa y en el norte pasaron en su dieta de los cereales más bastos al trigo, y el pan blanco se consideraba un símbolo de posición social. A partir de 1795 se desarrolló la “batalla de la hogaza”, en la que los terratenientes, labradores acomodados, párrocos, fabricantes y gobierno intentaron hacer pasar a los labriegos de una dieta de trigo a otra de patatas. Esto se vivió como una degradación por el ejemplo de los inmigrantes irlandeses. Durante la revolución industrial, los precios del pan y la harina de avena fueron el índice principal del nivel de vida.
La primera mitad del siglo XIX fue un período de subempleo crónico, con los oficios especializados amenazados por la innovación tecnológica y la irrupción del trabajo juvenil no cualificado. Los salarios reales disminuyeron durante las guerras napoleónicas y el clima económico fue nefasto para las clases trabajadoras hasta como mínimo la década de 1820, con pocas mejoras económicas en ese período.
La prosperidad inicial de los tejedores a principios del siglo XIX alarmaba a los patronos y a los magistrados. La reducción de sus salarios se hizo por la codicia de los patronos y la teoría de que la pobreza estimulaba el crecimiento de la industria. Durante las guerras napoleónicas, con los mercados inactivos, los fabricantes contrataban a tejedores sin trabajo por un salario bajo para fabricar productos no necesarios en ese momento. Al volver la demanda, lanzaban esos productos al mercado a precio de saldo. Esas mercancías baratas permitieron a los patronos mantener los salarios bajos, hubiese o no recesión económica.
A partir de 1790, los tejedores demandaron al Parlamento un salario mínimo legal, apoyados por algunos patronos, pero su petición fue rechazada por la Cámara de los Comunes, que reprimieron con dureza las manifestaciones en su contra en St. Georges Fields, Mánchester. La actitud vengativa de las autoridades en los juicios provocó el resentimiento de los empleados hacia sus patronos y la agitación hasta la década de 1820. Los tejedores se orientaron hacia el radicalismo político.
Tras el final de las guerras napoleónicas en 1815, unos 350 000 soldados regresaron del frente necesitando trabajo, vivienda y comida. A un período de auge en la fabricación textil le siguieron períodos de depresión económica crónica, afectando sobre todo a los tejedores de algodón de la región de Lancashire, y a los tejedores de lana de Yorkshire. Los tejedores que ganaban quince chelines en 1803 vieron sus salarios reducidos a cinco chelines en 1818. Los fabricantes que recortaban los salarios culpaban al mercado por las réplicas de las guerras napoleónicas.
La situación empeoró en 1815 al aprobar el gobierno las Leyes del Cereal (Corn Law), con las tropas teniendo que defender el Parlamento de los ataques de la población contra esas leyes. Estas imponían un arancel al grano extranjero en un esfuerzo por proteger a los productores ingleses. El costo de los alimentos y del pan aumentó a medida que la gente se vio obligada a comprar el grano británico, más caro y de menor calidad. Se produjeron períodos de hambruna y desempleo crónico, que aumentaron el deseo de reformas políticas tanto en Lancashire como en el país entero. 

### Regulación del voto en Gran Bretaña
A finales del siglo XVIII y comienzos del siglo XIX, el sistema político británico era poco representativo, con una división de clases claramente marcada, donde solo los hombres poderosos, principalmente los terratenientes, tenían derecho a votar. Las clases trabajadoras, las clases medias y las mujeres no podían influir en el gobierno. Por ejemplo, en 1780, el electorado de Inglaterra y Gales estaba formado por 214 000 varones, menos del 3% de una población total estimada en ese momento en ocho millones. 
En 1801, la Cámara de los Comunes contaba con 658 miembros, de los que 513 representaban a Inglaterra y Gales. Había dos tipos de circunspecciones electorales: los condados, que representaban a los terratenientes, y los distritos, que lo hacían a los intereses mercantiles y comerciales.
Muchos consideraban que el sistema parlamentario británico, que se basaba en la propiedad, era injusto y poco representativo, por lo que muchos concluyeron que debían luchar por un sistema político más justo, en el que tuvieran voz y voto. Era una lucha por ampliar el derecho de voto a todos los hombres, ya que pocos pensaban en las mujeres, aunque las ligas de sufragio femenino comenzaban a surgir.
En la década de 1810, solo un 11% de los varones adultos tenía derecho al voto, y muy pocos de ellos en el norte industrial de Inglaterra. Los reformistas identificaron la reforma parlamentaria como la solución, y el Club Hampden de Londres (al que pertenecían los líderes radicales John Cartwright y William Cobbett) lanzó una campaña masiva en 1816-17 para solicitar al Parlamento el sufragio masculino. Se generaron más de setecientas peticiones locales, con cerca de un millón de firmas, pero la Cámara de los Comunes lo rechazó. Una segunda ola de movilizaciones de grandes multitudes se produjo en 1819 para obligar al gobierno a rectificar.
En 1819 solo podían elegir representantes parlamentarios los hombres que acreditasen la posesión de propiedades o tierras por un valor superior a los cuarenta chelines, y eso solo podían hacerlo unos trescientos mil ciudadanos en Gran Bretaña, de una población estimada en ese momento de quince millones.
Además, grandes extensiones del país no estaban adecuadamente representadas en Westminster. Las grandes ciudades industriales de Mánchester, Leeds, Birmingham y Sheffield, en las que se basó la riqueza británica en el siglo XIX, no tenían un solo diputado que les representase a pesar de que su población conjunta fuese de medio millón de personas. Sin embargo, las universidades de Oxford y Cambridge tenían su propia representación en el Parlamento, que se remontaba a 1603.
En 1819 Lancashire estaba representada en el Parlamento por dos miembros del condado y otros doce del distrito, que representaban a las ciudades de Clitheroe, Newton, Wigan, Láncaster, Liverpool y Preston, con un total de 17.000 votantes para una población del condado de casi un millón. Gracias a los acuerdos entre los partidos Whig y Tory para repartirse los escaños entre ellos, la mayoría no había visto una elección disputada en su vida.
Además, a nivel nacional había unos cincuenta “burgos podridos” cuyo electorado apenas excedía los cincuenta votantes, y que existían desde hacía siglos. Por ejemplo, Old Sarum en Wiltshire, con un solo votante, elegía dos diputados, de la misma manera que Dunwich en Suffolk, que a principios de siglo había casi desaparecido en el mar. Los principales centros urbanos de Mánchester, Salford, Bolton, Blackburn, Rochdale, Ashton-under-Lyne, Oldham y Stockport no tenían diputados propios y solo unos pocos cientos de votantes en el condado. Más de la mitad de los diputados del Parlamento debían sus asientos al patronazgo de 154 terratenientes o del gobierno.

### El radicalismo británico
El radicalismo británico se alimentó de las experiencias del cristianismo reformado calvinista en el siglo XVII, y de los metodistas en el siglo XVIII. Se presentaban como el ala izquierda del liberalismo (los whigs radicales) y buscaban cambios a través de leyes que permitiesen mejorar la condición humana.
Tras la Revolución francesa empezaron a organizarse grupos que pedían la reforma parlamentaria. El jacobinismo (republicanos y defensores de la soberanía popular) en Gran Bretaña estuvo representado por la London Corresponding Society, fundada en 1792 por el activista John Thelwall para reformar el Parlamento y extender el derecho de voto a la clase obrera. Esta Sociedad fue clausurada en 1799 por una ley específica aprobada por el Parlamento británico. La clase dominante en Gran Bretaña resistía y perseguía a los activistas. Thomas Hardy, un radical que creó una Sociedad en Londres para presentar una petición pidiendo reformas, fue arrestado por alta traición en 1794.
Los reformistas fueron dispersados o arrojados a la clandestinidad, y el descontento general aumentó de 1799 a 1802. El bloqueo continental de Napoleón provocó desempleo y alzas de precios, así como motines de subsistencia por todo el país. Al convertirse Napoleón en Primer Cónsul vitalicio en 1804, cayó la moral de los reformistas ingleses y perdió su magnetismo revolucionario, resurgiendo en Gran Bretaña un sentimiento patriótico popular. En esta época se creó un nuevo radicalismo, y se atacaba el despotismo de Napoleón o el de William Pitt. En 1807 el radicalismo suponía una oposición intransigente al gobierno y un apoyo general a la reforma parlamentaria, pero seguía siendo un movimiento defensivo de protesta, basado en un descontento popular muy extendido. En Londres había comunicación entre los reformistas de clase media y de clase obrera a través de comités, pero el radicalismo se vio abocado a la clandestinidad (las ilegales  trade unions) en las Midlands y el norte.

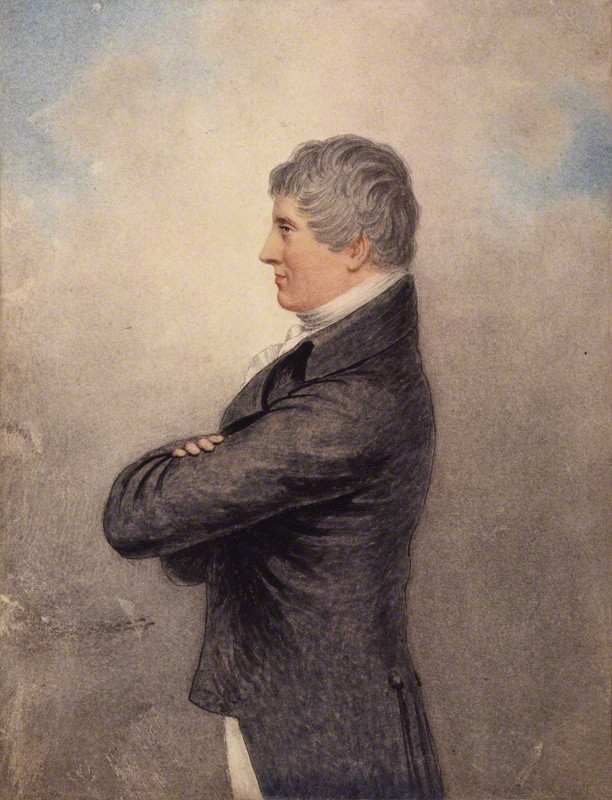
Retrato de Henry Hunt hacia 1810, de Adam Buck.

A partir de 1812 empezaron a crearse sociedades partidarias de la reforma (los Hampden Clubs) por todo el país a iniciativa del mayor John Cartwright, partidario del sufragio universal masculino.
Tras las guerras napoleónicas, la crisis económica creó el caldo de cultivo necesario para un nuevo desafío radical al gobierno y un florecimiento del radicalismo entre la población. Se volvió a las reuniones políticas públicas y a los disturbios.
La retórica radical y el periodismo exponían los abusos del sistema de compraventa de cargos municipales, los abusos fiscales, la corrupción y otros males, por lo que pedían una profunda reforma parlamentaria. La voz periodística radical más insistente era la de William Cobbett, y la más convincente en las asambleas la de Henry Hunt. Otra voz importante fue la de John Cartwright, que intentaba encauzar el descontento insurreccional hacia formas constitucionales y presentar continuas peticiones al Parlamento.
Así, el movimiento reformista de Londres se dividía entre los constitucionalistas prudentes y los conspiradores, con Cartwright, Hunt y Cobbett en terreno intermedio. Bajo la Seditious Societies Act (1799),  ninguna organización política de ámbito nacional era legal, y solo se admitían clubes o grupos de discusión autónomos locales, presentar peticiones al Parlamento o al Rey, y reunirse con este objetivo.
A nivel nacional, el radicalismo jamás conoció la autodisciplina de la organización política. La dirección recaía en oradores individuales y periodistas. El lema de los radicales en los períodos 1816-20 y 1830-32 era “Pacíficamente si podemos, a la fuerza si debemos”. Las grandes manifestaciones tenían un carácter ritual, con el orador teatralizando, declamando y lanzando preguntas retóricas para obtener las tumultuosas respuestas esperadas.
Se produjeron desavenencias entre los radicales, entre los reformistas constitucionalistas partidarios de la fuerza “moral” (F. Place o S. Bamford) y los de la fuerza “física” (Watson o A. Thistlewood), diferencias utilizadas por la prensa afín al gobierno para atacarlos.
El radicalismo de posguerra protagonizó la época heroica del radicalismo popular, con un movimiento coherente, enérgico y saludable en la base, aunque sin líderes nacionales y sin disponer de un centro y una coordinación nacional.
A finales de 1816 se produjeron grandes manifestaciones a favor de la reforma en Londres. Era un período de posguerra de extrema miseria y desempleo en Lancashire, Yorkshire, Birmingham y Londres. Las reuniones tuvieron lugar en Spa Fields, con dos mítines importantes el 2 y el 9 de diciembre, con Henry Hunt como principal orador. Los organizadores estaban entusiasmados por el éxito y lanzaban fanfarronadas revolucionarias en presencia de algunos espías del gobierno. La multitud atacó el Banco de Inglaterra y amenazó la Torre de Londres. Spa Fields se convirtió en un pretexto para que las autoridades actuasen contra los reformistas, además de que originó el distanciamiento entre los reformistas de clase media y los del movimiento radical popular.
En enero de 1817 tuvo lugar una reunión de representantes del clubes Hampden, convocada por John Cartwright, en la taberna Crown and Anchor, para analizar cómo realizar una reforma constitucional. La controversia apareció rápidamente entre los partidarios del sufragio universal masculino y los del restringido a los cabeza de familia. Esta fue la línea de separación durante muchos años entre los reformistas de la clase media y los de la clase obrera.

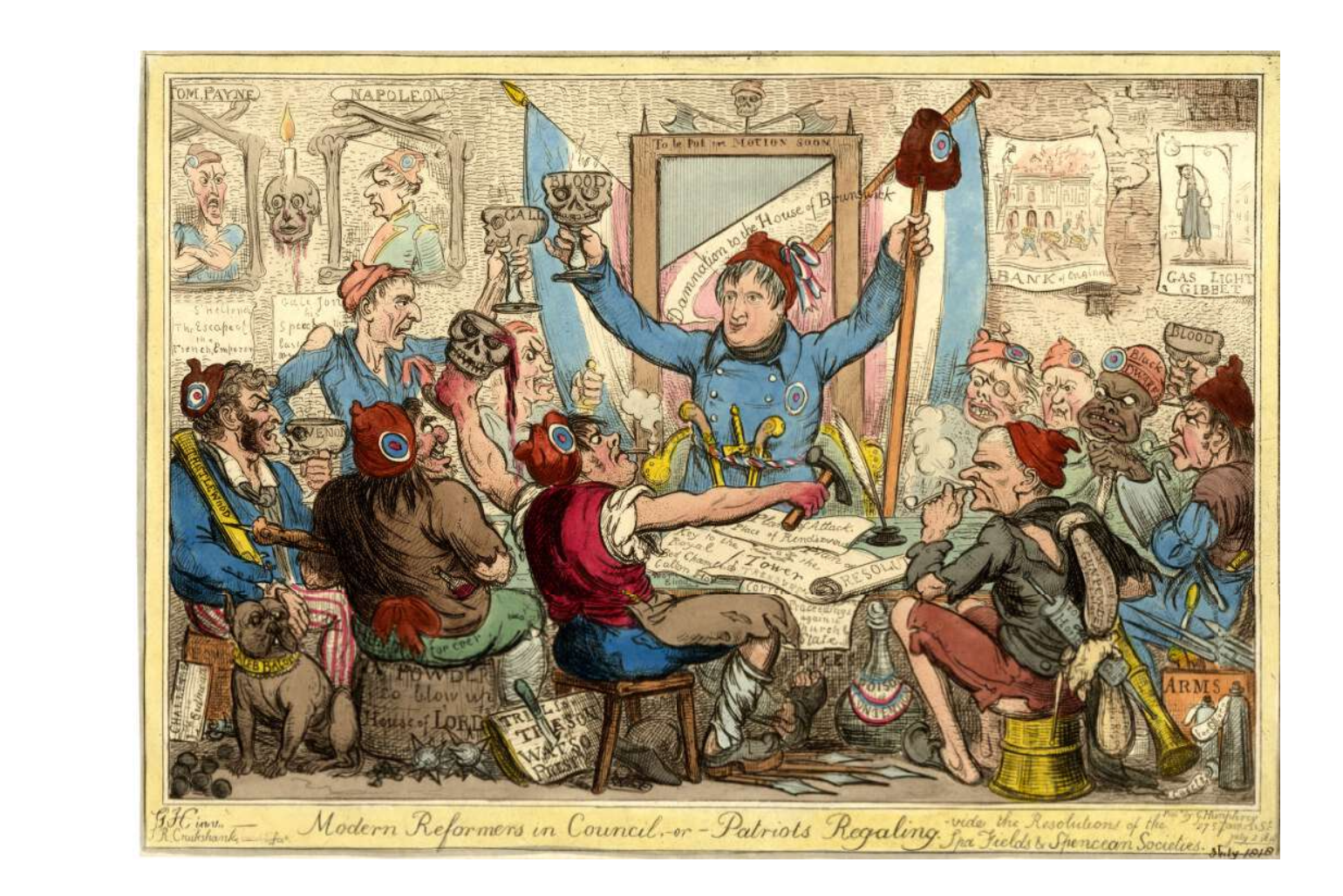
Grabado satírico de Robert Cruikshank “Reformistas modernos en reunión”, con Henry “Orator” Hunt en el centro.

El 28 de enero de 1817 se atacó y se rompió la ventana del carruaje del Príncipe regente. La comisión de la Cámara de los Lores informó de una conspiración para una insurrección general. A finales de febrero se aprobaron medidas represivas contra los reformistas y se suspendió el hábeas corpus hasta el 1 de julio de 1817. La Seditious Meetings Act, en vigor hasta el 14 de julio de 1818, buscaba suprimir y prohibir todas las asociaciones y clubes de los partidarios de la reforma. No se podían reunir más de cincuenta personas sin notificarlo a los magistrados, y estos podían detener a sospechosos de propagar libelos sediciosos. Esta represión provocó, por ejemplo, que William Cobbett se autoexiliase a Norteamérica, lo que creó una desmoralización entre los radicales, de donde no volvió hasta 1819.
El 10 de marzo de 1817 se produjo la marcha de los Blanketeers, varios miles de tejedores radicales provistos con sus mantas para pasar la noche, que se reunieron en Mánchester para marchar sobre Londres y presentar una petición al Príncipe regente acerca de la depresión de la industria textil en Lancashire y la suspensión del hábeas corpus. La marcha fue disuelta violentamente y sus líderes encarcelados.
En la primavera y verano de 1817, los magistrados se dedicaron a detener a todos los representantes obreros para evitar una insurrección general que solo veían los espías y confidentes del gobierno, ya que no existe ninguna prueba de ello. La “conspiración de Ardwick”, a finales de marzo de 1817, fue otro ejemplo de reuniones que permitieron la detención de varios líderes reformistas locales del Lancashire.
La sublevación de Pentrich en Derbyshire tuvo lugar la noche del 9 de junio de 1817, cuando unos 200 o 300 hombres de los pueblos de alrededor (tejedores, picapedreros, obreros del metal y labriegos) armados con pistolas, picas, guadañas y cachiporras se reunieron y partieron hacia Nottingham (a catorce millas de distancia), creyendo que toda la nación se sublevaría. Al llegar no encontraron ningún apoyo, por lo que cundió la desmoralización y fueron disueltos por un pequeño destacamento de húsares. Ochenta y cinco personas fueron detenidas y tres de ellas ejecutadas.
El escándalo popular estalló al conocerse a través del periódico Leeds Mercury que uno de los radicales, William Oliver, era en realidad un espía o agente provocador del gobierno, que había informado sobre sus camaradas y los había alentado a una revolución condenada al fracaso. A partir del 7 de junio, el gobierno, el ejército y los magistrados estaban alerta esperando la sublevación de Pentrich; no querían impedir la sublevación, sino que se produjese y les permitiera dar un escarmiento sangriento.
La opinión pública no imaginaba que eso pudiera ocurrir en Inglaterra, y tuvo un efecto desastroso sobre la reputación del gobierno, al tiempo que unió a los grupos extremistas y moderados del radicalismo. El asunto Oliver provocó el reforzamiento del ala constitucionalista del movimiento por la reforma, frente a la revolucionaria, y logró el apoyo de los reformistas de clase media.
En enero de 1819 se reunió una multitud de diez mil personas en St. Peter’s Field en Mánchester, en presencia de la Caballería, para escuchar al orador radical Henry Hunt, que pidió al Príncipe regente que eligiera ministros que derogaran las Leyes del Cereal, las Corn Laws. La reunión transcurrió sin incidentes.
Los derechos reclamados por los reformistas en 1819 eran los de organización política, libertad de prensa, libertad de reuniones públicas y voto. El radicalismo popular de 1816-20 se apoyó para ello en la prensa radical y en los periódicos semanales provinciales. Para la alta burguesía, estas demandas eran sinónimo de motín e insubordinación. Los reformistas de la clase media se inquietaron por la sucesión constante de mítines, las resoluciones violentas y las arengas inmoderadas.
El rol de las Sociedades Femeninas para la Reforma era dar apoyo moral a los hombres, participar en los mítines, y confeccionar pancartas y gorras de la libertad para las manifestaciones reformistas. Pero incluso este apoyo motivaba el insulto de sus oponentes.
La disciplina y organización en las reuniones radicales se basaban en la tradición de las reuniones metodistas primitivas, en las reuniones al aire libre de los cartistas del norte, en los veteranos del ejército como entrenadores radicales, y en la organización de las  trade unions y sociedades de socorro mutuo. Un comité especial planificaba cada gran acontecimiento, el orden de la procesión, su recorrido, los distintivos adecuados y los lemas a exhibir, así como la disposición de las cintas y las pancartas.
En Lancashire, Mánchester era la gran metrópoli de la reforma, con la ventaja del tamaño y diversidad de ocupaciones. La “gente del campo” era la dominante en el movimiento, con entrenamientos nocturnos, mientras los obreros fabriles no tenían tiempo para estos preparativos. Los tejedores de la región esperaban que Mánchester empezara la insurrección.
Las reuniones masivas alarmaron al gobierno. En marzo, el Ministerio del Interior, escribió a un magistrado de Lancashire: “… la información recibida confirma la opinión sostenida por su Señoría (el ministro lord Sidmouth) de que su condado no se calmará hasta que se haya derramado sangre, ya sea por la ley o por la espada”. En julio de 1819, los magistrados escribieron a Lord Sidmouth advirtiéndole que pensaban que un “levantamiento general” era inminente, favorecido por una “libertad ilimitada de prensa” y por las “arengas de unos pocos demagogos desesperados”. Los magistrados admitieron que no sabían cómo impedir las reuniones o frenar las doctrinas que se difundían.  El Ministerio del Interior les aseguró en privado que si debían actuar sin pruebas, el Parlamento les respaldaría.
En las semanas anteriores a Peterloo hubo multitud de pequeños mítines e impresionantes manifestaciones en Mánchester, Stockport, Birmingham, Leeds y Londres. La política de constitucionalismo abierto estaba demostrando ser más revolucionaria que la política de conspiración e insurrección.

## Asamblea de Agosto en Mánchester
Con la Revolución Industrial, la ciudad de Mánchester, que se había convertido en un centro de la industria del algodón, cuadruplicó su población en el periodo 1780 a 1820, así que para 1819 su población era de más de cien mil personas. Los dueños de las fábricas se beneficiaban enormemente de la evolución tecnológica, mientras los hombres, mujeres y niños que trabajaban en las máquinas vivían en la pobreza en barrios marginales, que carecían de acceso a agua limpia y alcantarillas. En estas condiciones, las enfermedades se propagaban fácilmente y muchos morían a edad temprana.
La Unión Patriótica de Mánchester (MPU) de radicales del Manchester Observer organizó una gran asamblea, pidiéndole a Henry Hunt que presidiera una reunión en Mánchester el 2 de agosto. El secretario de la MPU le escribió: 

Nada más que la ruina y el hambre nos miran a la cara (en las calles de Mánchester y las ciudades circundantes), el estado de este distrito es verdaderamente espantoso, y creo que nada más que unos grandes esfuerzos pueden evitar una insurrección. Oh, si ustedes en Londres estuvieran preparados para ello

Esta carta fue interceptada por espías del gobierno y copiada antes de ser enviada a su destino, lo que reafirmó al gobierno en que se estaba preparando un levantamiento armado.  
La reunión pública se retrasó del 2 al 9 de agosto. El Manchester Observer informó de la toma en consideración de cómo lograr una reforma radical en la Cámara de los Comunes del Parlamento, y de la conveniencia de que los habitantes no representados de Mánchester eligiesen una persona para representarlos en el Parlamento. Los consejeros legales del gobierno señalaron que elegir un representante sin un mandato real para una elección era un delito penal, y los magistrados decidieron declarar ilegal la reunión. Los magistrados temían que la reunión fuera el catalizador de las tensiones latentes en Inglaterra y desembocara en una insurrección.
Sin embargo, el 3 de agosto, el Ministerio del Interior transmitió a los magistrados la opinión del Fiscal General de que lo ilegal no era la “intención de elegir un diputado, sino la ejecución de esa intención”. Desaconsejó cualquier intento de impedir por la fuerza la reunión del 9 de agosto a menos que hubiera un disturbio real: 

Incluso si hablasen de sedición o eligieran a un representante, Lord Sidmouth opina que lo más sabio es abstenerse de cualquier intento de dispersar a la turba, a menos que procedan a actos de felonía o disturbios. Tenemos poderosas razones para creer que Hunt pretende presidir y desaprobar el desorden

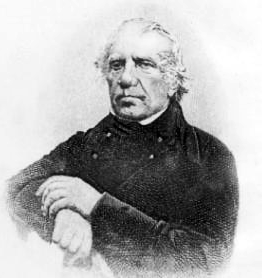
Samuel Bamford lideró un grupo desde su nativo Middleton hasta St. Peter’s Field. Tras su aprisionamiento por incitar a los disturbios, se convirtió en una prominente voz de la reforma radical.

Samuel Bamford, un radical local que dirigió el contingente de Middleton y fue encarcelado tras Peterloo, escribió que “se consideró conveniente que la reunión fuera lo más moralmente efectiva posible y que exhibiera un espectáculo como nunca antes se había presenciado en Inglaterra”.
Se dieron instrucciones a los diversos comités que formaban los contingentes de que durante toda la manifestación debían observarse “limpieza, sobriedad, orden y paz”, y una “prohibición de portar armas ofensivas o defensivas”. Cada contingente entrenó en los campos de las ciudades de alrededor de Mánchester, lo que aumentó la preocupación de las autoridades.
El 3 de agosto se había publicado en Mánchester una proclama real prohibiendo los entrenamientos de las milicias, pero el 9 un informante avisó a los magistrados de Rochdale de que se habían visto setecientos hombres “recibiendo instrucción en compañías como si fuesen un regimiento” en los páramos alrededor de la ciudad y que un espectador dijo que los hombres “estaban en condiciones de enfrentarse a cualquier tropa regular, pero que carecían de armas”. Los magistrados estaban convencidos de que se encontraban ante una emergencia que justificaría una acción preventiva como había indicado el Ministerio del Interior, y se dispusieron a reunir a docenas de caballeros leales locales para que hicieran los juramentos necesarios ya que ellos creían que la ciudad estaba en peligro. En realidad, estos ejercicios de instrucción se realizaban para practicar y asegurar el orden en los contingentes que participarían en la reunión el día 16, pero el gobierno explicó más tarde que este espectáculo aumentaba el peligro de desórdenes.
En cierta manera, Peterloo fue una consecuencia directa e inevitable de Pentrich. Los reformistas se presentaban como constitucionalistas en un contexto potencialmente revolucionario; reclamaban derechos “legales” no previstos de ser ampliados a las clases bajas, que supondrían el final del antiguo régimen.

### Preparación de la Asamblea
Las ciudades industriales alrededor de Mánchester se esforzaron en los preparativos en las semanas previas a la reunión. La organización de los contingentes que se dirigían a Mánchester buscaba disciplina y magnificencia: un jefe, distinguido por una ramita de laurel en el sombrero, por cada grupo de cien hombres; las cintas y las grandes pancartas bordadas, portadas por las mujeres de las trade unions.
El punto fuerte de Oldham era un grupo de doscientas mujeres vestidas de blanco, con un estandarte de pura seda blanca, adornado con inscripciones que incluían “Sufragio universal”, “Parlamentos anuales” y “Elección por votación”. En su marcha hacia Mánchester, se unieron con el grupo de Saddleworth, cuya pancarta era de color negro con la inscripción “Igualdad de representación o muerte” sobre dos manos unidas y un corazón. Estas palabras serían utilizadas por los magistrados tras la masacre como una clara señal de intención revolucionaria y para justificar sus acciones.

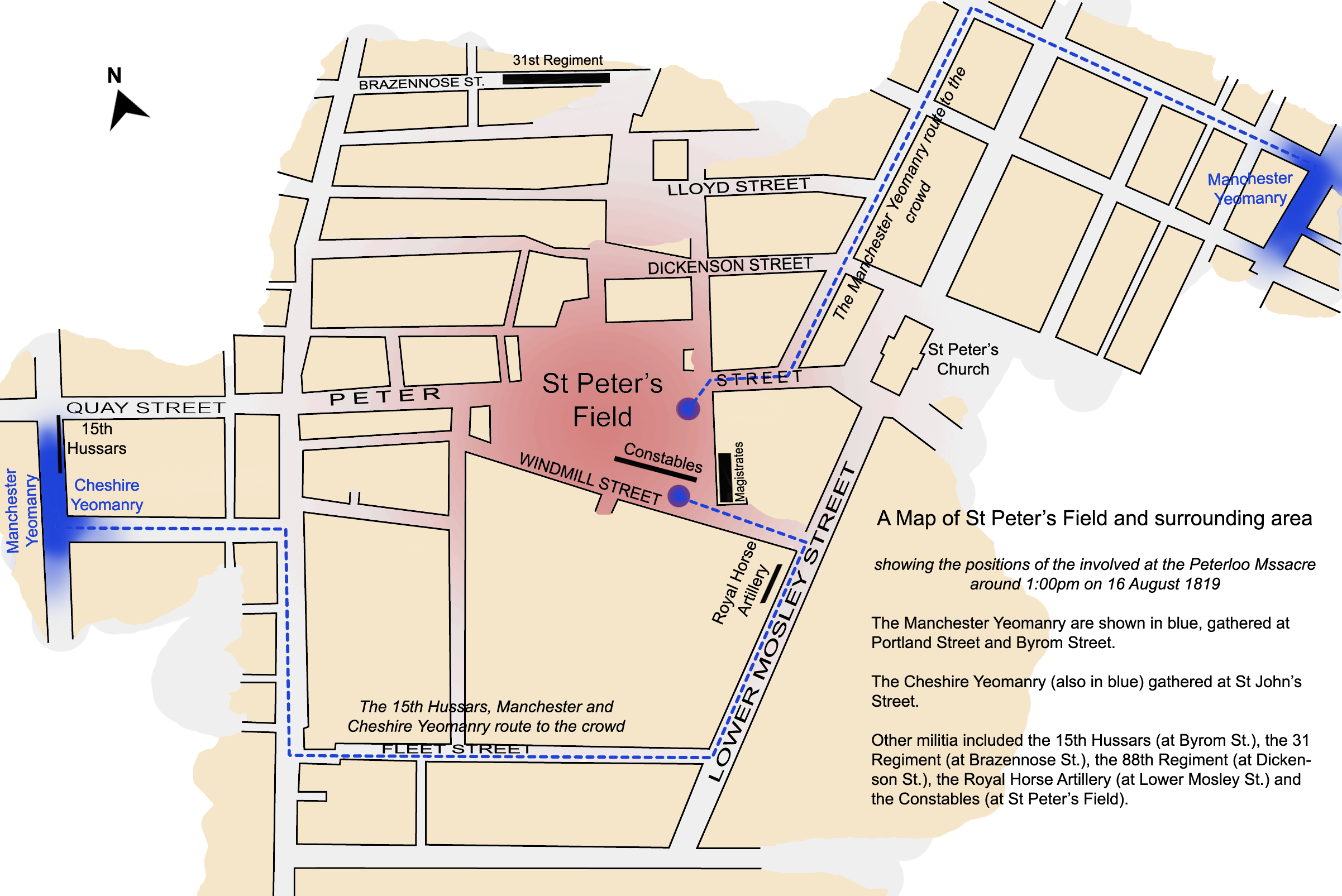
Un mapa de St. Peter's Field y sus alrededores el 16 de agosto de 1819

St. Peter’s Field era un terreno junto a Mount Street que se estaba limpiando para completar la última sección de Peter Street. Tenía una superficie de unos 12.000 m². El campo estaba despejado salvo montones de madera en un rincón cercano a la Casa de Reuniones de los Amigos cuáqueros. El topógrafo de pavimentación de Mánchester llegó a las 7h00 para retirar todo lo que pudiera utilizarse como arma y se llevó un cuarto de carga de piedras.
El lunes 16 de agosto de 1819 era un caluroso día de verano con un cielo azul sin nubes, lo que propició un aumento importante de la multitud y que la gente llegase desde los municipios exteriores.
Los magistrados de Mánchester se reunieron a las 9h00 para desayunar en el Star Inn de la calle Deansgate y considerar qué medidas tomar ante la llegada de Henry Hunt a la reunión. A las 10h30 se trasladaron a una casa en la esquina sureste de St. Peter’s Field, desde donde planeaban observar la reunión, preocupados por la posibilidad de que terminara en un motín o una rebelión.
Habían dispuesto el despliegue de un número sustancial de tropas regulares y milicianos. La presencia militar estaba compuesta por seiscientos hombres del 15° de Húsares, varios cientos de soldados de Infantería, una unidad de Artillería Real a Caballo con dos cañones de seis libras, cuatrocientos hombres de la Cheshire Yeomanry (milicia a caballo creada en 1797), cuatrocientos alguaciles especiales (special constable), y ciento veinte jinetes de la Manchester and Salford Yeomanry (milicia a caballo recientemente creada en 1817); esta última milicia era inexperta y estaba reclutada entre comerciantes y taberneros locales.
La milicia Yeomanry esperaba escondida en las calles cercanas. El Manchester Observer se había burlado de ellos llamándolos “aduladores dependientes de las autoridades, unos pocos tontos y una mayor proporción de cobardes que creen adquirir importancia al actuar como regimientos”; posteriormente fueron objeto de diversas burlas y descritos como “miembros más jóvenes del partido Tory conservador en armas”, y como “jóvenes exaltados que se habían ofrecido para ese servicio debido a su intenso odio al radicalismo”.
El ejército británico en el norte estaba comandado por el general Sir John Byng que al enterarse de que la reunión estaba prevista para el 2 de agosto, escribió al Ministerio del Interior afirmando que esperaba que los magistrados de Mánchester mostraran firmeza ese día: 

Estaré preparado para ir allí, y tendré en esa zona, que está solo a un día de marcha, ocho escuadrones de Caballería, dieciocho compañías de Infantería y cañones. Estoy seguro de que podré contar con la Yeomanry, si fuese necesario. Por lo tanto, espero que las autoridades civiles no se vean disuadidas de cumplir con su deber

Luego se excusó de asistir, ya que la reunión del 9 de agosto coincidía con las carreras de caballos en York, un acontecimiento de moda en el que Byng participó en dos carreras. Escribió al Ministerio del Interior diciendo que, aunque estaba dispuesto a ir a Mánchester el día de la reunión si fuese necesario, tenía absoluta confianza en su comandante adjunto, el teniente coronel Guy L’Estrange. Al aplazar la reunión al 16, Byng podría haber asistido después de las carreras, pero decidió no hacerlo ya que estaba harto de tratar con los magistrados de Mánchester. Dos años antes había tratado con firmeza y sin derramamiento de sangre a los Blanketeers, pero desgraciadamente L’Estrange no exhibía las mismas cualidades de mando.

### Desarrollo de la reunión
La multitud reunida en St. Peter’s Field había llegado en contingentes disciplinados y organizados desde todas las ciudades y pueblos de la región. El contingente mayor y “mejor vestido” era un grupo de 10 000 que venían de la zona de Oldham Green, de los pueblos de Oldham, Royton, Crompton, Lees, Saddleworth y Mossley. Otros contingentes importantes venían de Middleton y Rochdale (unos 6 000) y de Stockport (entre 1 500 y 5 000 personas).

Contingentes enviados a St. Peter’s Field desde los pueblos y ciudades de los alrededores.

Los informes sobre el tamaño de la multitud en la reunión varían sustancialmente. Los contemporáneos lo estimaron entre 30 000 y 150 000, mientras que las estimaciones modernas lo sitúan entre 50 000 y 80 000. Algunos trabajos recientes reducen estas cifras. Se cree que había cerca de 20 000 personas de fuera de Mánchester, y M. Bush estima que dos tercios de los participantes eran de Mánchester y Salford, lo que sugiere un total de unas 50 000 personas, mientras R. Poole cree que eran solamente la mitad, con lo que el total sería de 40 000. En general se habla de 60 000.
Los organizadores de la asamblea querían una reunión pacífica, y Henry Hunt exhortó a los asistentes a venir “armados sin otra arma que la de una conciencia justa”. Muchos vestían sus “mejores ropas de domingo” y traían consigo a sus familias. “Llegaban multitudes de personas llenas de alegría y buen humor, riendo y divirtiéndose”, recordó John Benjamin Smith, un empresario de veinticinco años que presenció la reunión.
Samuel Bamford explica que al llegar el contingente de Middleton, un señor que lo observaba le llamó, y Bamford lo reconoció como uno de sus últimos empleadores. Este dijo que esperaba que todas aquellas personas no viniesen con intención de hacer daño, a lo que Bamford le respondió que “si se produce algún mal o violencia, será cometido por hombres de una naturaleza diferente a estos”, lo que tranquilizó a aquel hombre. Al preguntarle si debían interrumpir la reunión, aquel le respondió que no deberían hacerlo, y que todo estaría bien.
Aunque el presidente de la Corte local de Salford, William Robert Hay, afirmó que “se puede decir que la parte activa de la reunión provino sobre todo de la región”, otros como John Shuttleworth, un comerciante de algodón local, estimaron que la mayoría eran de Mánchester, lo que se ve respaldado por las listas de víctimas, de las que un 61% vivía dentro de un radio de tres millas del centro de la ciudad. Algunos grupos portaban pancartas con textos como “No a las leyes del cereal”, “Parlamentos anuales”, “Sufragio universal” y “Voto por papeleta”. Las mujeres de la Sociedad Reformista Femenina de Mánchester, vestidas de blanco, acompañaron a Hunt a la plataforma con su presidenta, Mary Fildes, que viajaba en el carruaje de Hunt portando su bandera. La única pancarta que ha sobrevivido se encuentra en la Biblioteca Pública de Middleton. Fue portada por Thomas Redford, que resultó herido por un sable de la yeomanry, y está hecha de seda verde con letras doradas en relieve, con la inscripción “Libertad y Fraternidad” de un lado, y “Unidad y Fuerza” del otro. Es la pancarta política más antigua del mundo.
Alrededor del mediodía, varios cientos de alguaciles especiales fueron conducidos al campo y formaron un pasillo de dos filas entre la multitud, entre la casa donde los magistrados observaban y la tribuna oratoria, formada por dos carros amarrados entre sí. Creyendo que esta podría ser la ruta por la que los magistrados enviarían más tarde a sus representantes para arrestar a los oradores, la multitud alejó los carros de los alguaciles y la gente se apiñó alrededor de la tribuna para formar una barrera humana.
El carruaje de Hunt llegó a la reunión poco después de las 13h00 y se dirigió a la tribuna oratoria. En este estrado se encontraron también un tejedor de algodón y un zapatero reformistas, el organizador de la reunión, el editor jefe del Manchester Observer y el editor Richard Carlile, así como varios periodistas de The Times, del Liverpool Mercury y del Leeds Mercury. En ese momento St. Peter’s Field estaba lleno de decenas de miles de personas, tan apiñadas que “sus sombreros parecían tocarse”. El espacio estaba lleno de pancartas con muchos mástiles, rematados con el gorro rojo de la libertad, un símbolo poderoso en ese momento. 
Lo que realmente alarmó a las autoridades no fueron las banderas, sino la disciplina de las sesenta mil personas reunidas en St. Peter’s Field. El entrenamiento de las semanas previas, organizado por veteranos de Waterloo, dio pie a testigos de la acusación a hablar de una “organización militar”. En el fondo, lo que subyacía era el miedo a la transformación de la chusma en una clase disciplinada.

### Carga de Caballería
La inquietud de los magistrados que vigilaban la asamblea desde la casa cercana a St. Peter’s Field se convirtió en paranoia al ver el ambiente de la asamblea y la entusiasta acogida que tuvo Hunt a su llegada a las 13h15. El reverendo Charles Ethelston leyó la Ley Antidisturbios a las 13h30 desde une ventana del piso de arriba que daba a la abarrotada plaza. El problema fue que casi nadie escuchó sus demandas de irse a sus casas ya que la multitud era demasiado grande. La Ley de Disturbios fue aprobada en 1714 por el Parlamento para impedir la “reunión ilegal de 12 o más personas”; si la multitud no se dispersaba en “una hora” después de leer en público dicha Ley, la autoridad estaría legalmente autorizada a utilizar la fuerza para disolver dicha reunión.
William Hulton, el presidente de los magistrados, emitió una orden de arresto contra Henry Hunt y los organizadores de la reunión que estaban en la plataforma con él. Al recibir la orden los alguaciles especiales consideraron que necesitarían apoyo militar para su ejecución. Entonces Hulton escribió dos cartas, una al mayor Thomas Trafford al mando de la Caballería Yeomanry de Manchester y Salford, y la otra al teniente coronel Guy L’Estrange, el comandante militar de Mánchester: 

Señor, como presidente del comité selecto de magistrados, le solicito se dirija inmediatamente al nº 6 de Mount Street, donde se reúnen los magistrados. Consideramos que el Poder Civil es totalmente inadecuado para preservar la paz…

Los primeros que recibieron la nota fue la Yeomanry de Manchester y Salford que se encontraba cerca, en Portland Street. Inmediatamente desenvainaron sus espadas y galoparon hacia St. Peter’s Field. Un soldado de Caballería, en su frenético intento por llegar, derribó a Ann Fildes en Cooper Street, provocando la muerte de su hijo cuando cayó de los brazos de su madre; el niño William Fildes, de dos años, fue la primera víctima de Peterloo.

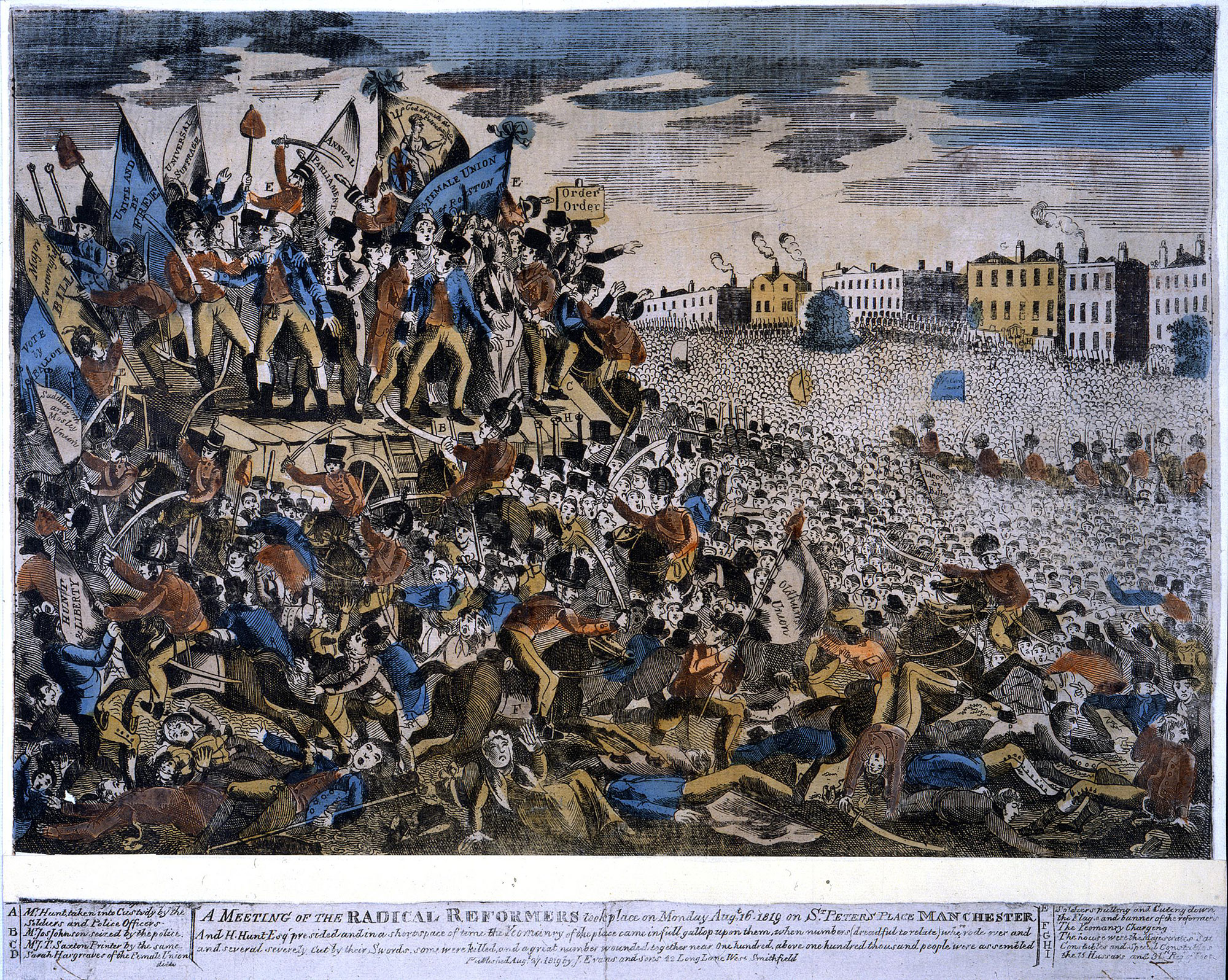
Un grabado publicado el 27 de agosto de 1819, representando el arresto de Hunt por los alguaciles especiales.

Sesenta soldados de caballería de la Yeomanry de Manchester y Salford, liderados por el capitán Hugh Hornby Birley, propietario de una fábrica local, llegaron a la casa donde se encontraban los magistrados; algunos informes indican que habían estado bebiendo a la hora del almuerzo y que estaban borrachos. Andrews, el jefe de policía, le dijo a Birley que tenía una orden de arresto y necesitaba ayuda para ejecutarla. Se le pidió a Birley que llevara su caballería a las tribunas para permitir la detención de los oradores. Eran alrededor de las 13h40.
El camino hacia las tribunas entre los alguaciles especiales era estrecho y los caballos se encabritaban al adentrarse entre la multitud, mientras la gente intentaba apartarse de su camino. La orden de arresto la llevaba el alguacil especial Joseph Nadin que seguía a la Yeomanry. Mientras la caballería avanzaba hacia la tribuna de oradores se quedaron atrapados entre la multitud y, presa del pánico, comenzó a atacarla con sus sables.

“Sus sables levantados brillaban, y atacaron directamente a los manifestantes. A medida que la caballería se acercaba, la densa masa de personas hacía sus mayores esfuerzos por escapar, pero estaban tan presionados (…) que el escape inmediato era imposible”, informó el reverendo Edward Stanley, que había llegado a Mánchester esa mañana

Muchos de los componentes de la Yeomanry conocían a los principales manifestantes y tenían viejas cuentas que arreglar con ellos. Un oficial gritó al ver a un reportero del Manchester Observer: “¡Ahí está Saxton, maldito sea, atravesadlo!”.
Al llegar al estrado, Nadin arrestó a Hunt, Johnson y otros, entre ellos a John Tyas, el reportero de The Times. A continuación, los Yeomanry se propusieron destruir las pancartas y banderas en el estrado. Según Tyas, al intentar llegar hasta las banderas en la multitud, los Yeomanry comenzaron a lanzar sablazos a derecha e izquierda, y solo entonces la multitud empezó a arrojar ladrillos a los soldados: “A partir de ese momento, los Yeomanry perdieron los estribos”.

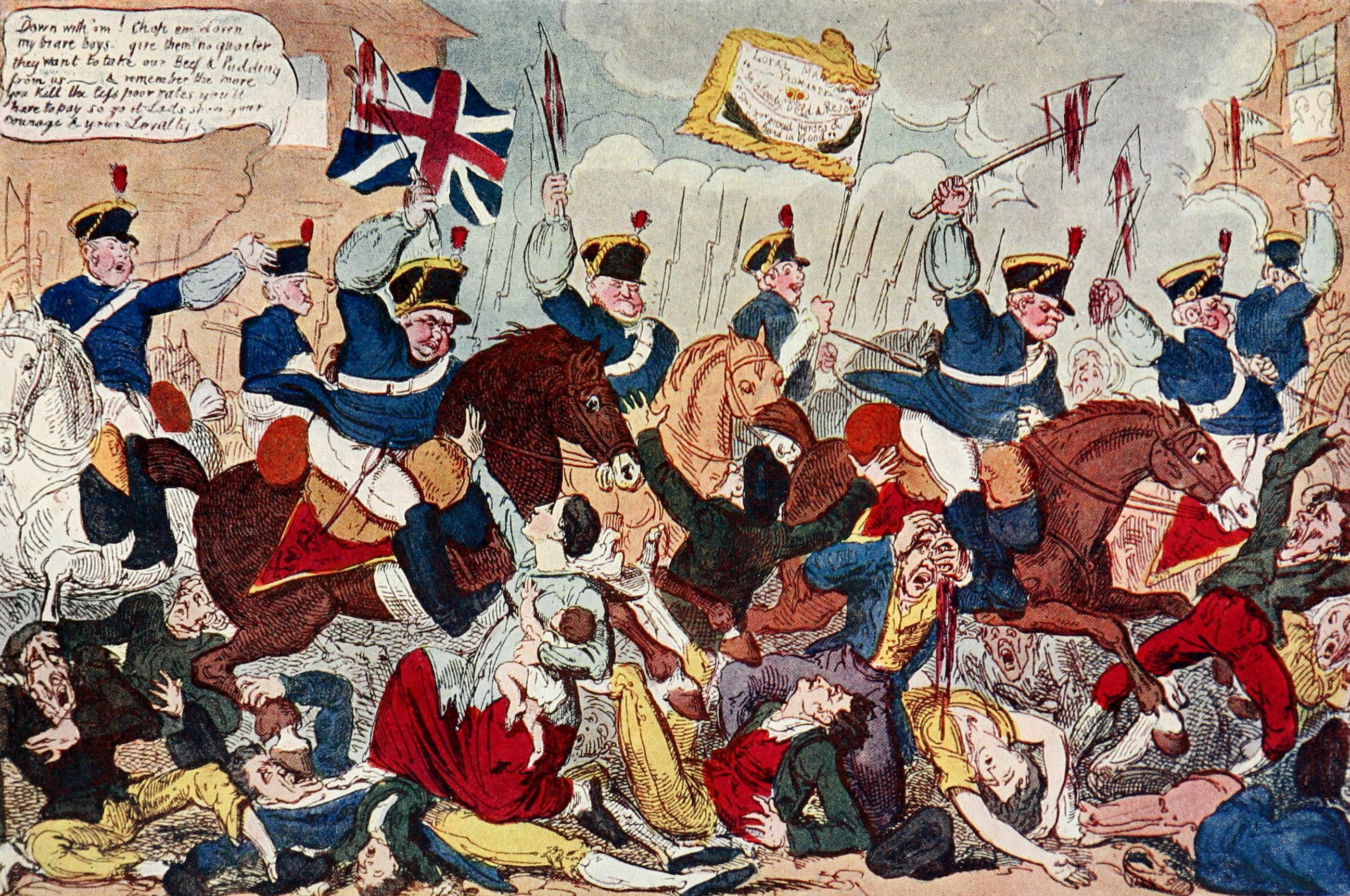
Caricatura de George Cruikshank representando la carga de caballería durante el mitin.

Desde su atalaya, William Hulton percibió lo que ocurría como un asalto a la tropa, y, a la llegada de L’Estrange a las 13h50 al frente de sus húsares, les ordenó que dispersaran la multitud con las siguientes palabras: “Dios mío, señor, ¿no ve que están atacando a la Yeomanry?, ¡disperse la reunión!”. El 15.º de Húsares formó una línea que se extendía a lo largo del extremo oriental de St. Peter’s Field, y cargó contra la multitud mientras la Cheshire Yeomanry lo hacía desde el sur. Aunque los húsares eran más disciplinados que la Yeomanry, tampoco tenían experiencia en el control de multitudes, y pronto estuvieron sableando a cualquiera a su alcance.
Al principio, la multitud tuvo algunas dificultades para dispersarse ya que la ruta principal de salida a Peter Street fue bloqueada por el 88.º Regimiento de Infantería a pie con las bayonetas caladas. Un oficial del 15.º de Húsares trató de contener a la desatada Yeomanry de Manchester y Salford que estaba “cortando a todos los que podía alcanzar”, diciendo: “¡Qué vergüenza! caballeros, ¿qué hacen?, paren. La gente no puede escapar.” Algunos miembros de la milicia gritaron a sus víctimas: "¡Este será vuestro Waterloo!".
Por otra parte, el teniente Jolliffe del 15.º de Húsares dijo: 

"Fue entonces cuando vi a la tropa de la Yeomanry de Manchester y Salford; estaban aislados o en pequeños grupos en medio de la plaza, cercados o impotentes; de hecho estaban en poder de aquellos a los que debían intimidar y bastaba una mirada para descubrir su situación de impotencia, y la necesidad de que nosotros fuéramos a su rescate". Además, afirmó que “… nueve de cada diez heridas de sable fueron causadas por los húsares,…, sin embargo, la mayoría de las heridas se debieron a la presión de la multitud derrotada”

En diez minutos la multitud había sido dispersada y St. Peter’s Field se había convertido en un sangriento campo de batalla lleno de muertos y heridos; una mujer que vivía cerca dijo que vio “una gran cantidad de sangre”. “Nubes de polvo oscurecían la vista. Cuando disminuyeron se presentó una escena impactante. Numerosos jóvenes, mujeres y niños que habían sido derribados y atropellados por los caballos, yacían en el suelo”, contó el joven empresario John Benjamin Smith.
Las tropas se presentaron frente a la casa donde estaban las autoridades y dieron tres vítores, mientras el reverendo William Hay los felicitaba. El magistrado jefe William Hulton escribió alabando “la extrema tolerancia de los militares”.
Durante algún tiempo continuaron los disturbios en la calle, más graves en New Cross, donde las tropas dispararon contra una multitud que atacaba una tienda perteneciente a alguien que se rumoreaba que había tomado una de las banderas de las mujeres reformistas como recuerdo. La paz no se restableció en Mánchester hasta la mañana siguiente, y en Stockport y Macclesfield los disturbios continuaron durante el día 17. También hubo un gran motín en Oldham ese día, durante el cual una persona resultó herida de bala.
Según los registros de los Archivos Nacionales la primera noticia en el Ministerio del Interior se recibió a última hora del 17 de agosto, el día después de la masacre, enviada por Haigh Allen, un magistrado de Huddersfield que trabajaba como informante sobre las reuniones en el Norte. En ella se indica que la Caballería irrumpió entre la multitud de 60 000 personas, que se habían llevado las banderas, a Hunt y su grupo, que se habían perdido varias vidas, y varios resultaron heridos. El Príncipe regente les envió un mensaje elogiando su “preservación de la tranquilidad pública”, y la investigación oficial los absolvió de cualquier irregularidad.
Tras un arresto violento, Henry Hunt fue juzgado, declarado culpable de conspiración sediciosa y enviado a prisión durante dos años.

### Víctimas
El número exacto de muertos y heridos en Peterloo nunca se ha establecido con certeza, ya que no hubo ningún recuento ni investigación oficial, y muchos heridos huyeron a un lugar seguro sin informar de sus heridas ni buscar tratamiento. El Comité de Desagravio de Mánchester, un organismo creado para brindar socorro a las víctimas de Peterloo, había autentificado a finales de 1819, 421 demandas de indemnización por heridas recibidas en el campo, y ciento cincuenta casos más esperaban la investigación. Había 161 casos de heridas de sable, y el resto al ser pisoteados por la muchedumbre o por los caballos. En algunas fuentes se habla de 654 víctimas registradas.

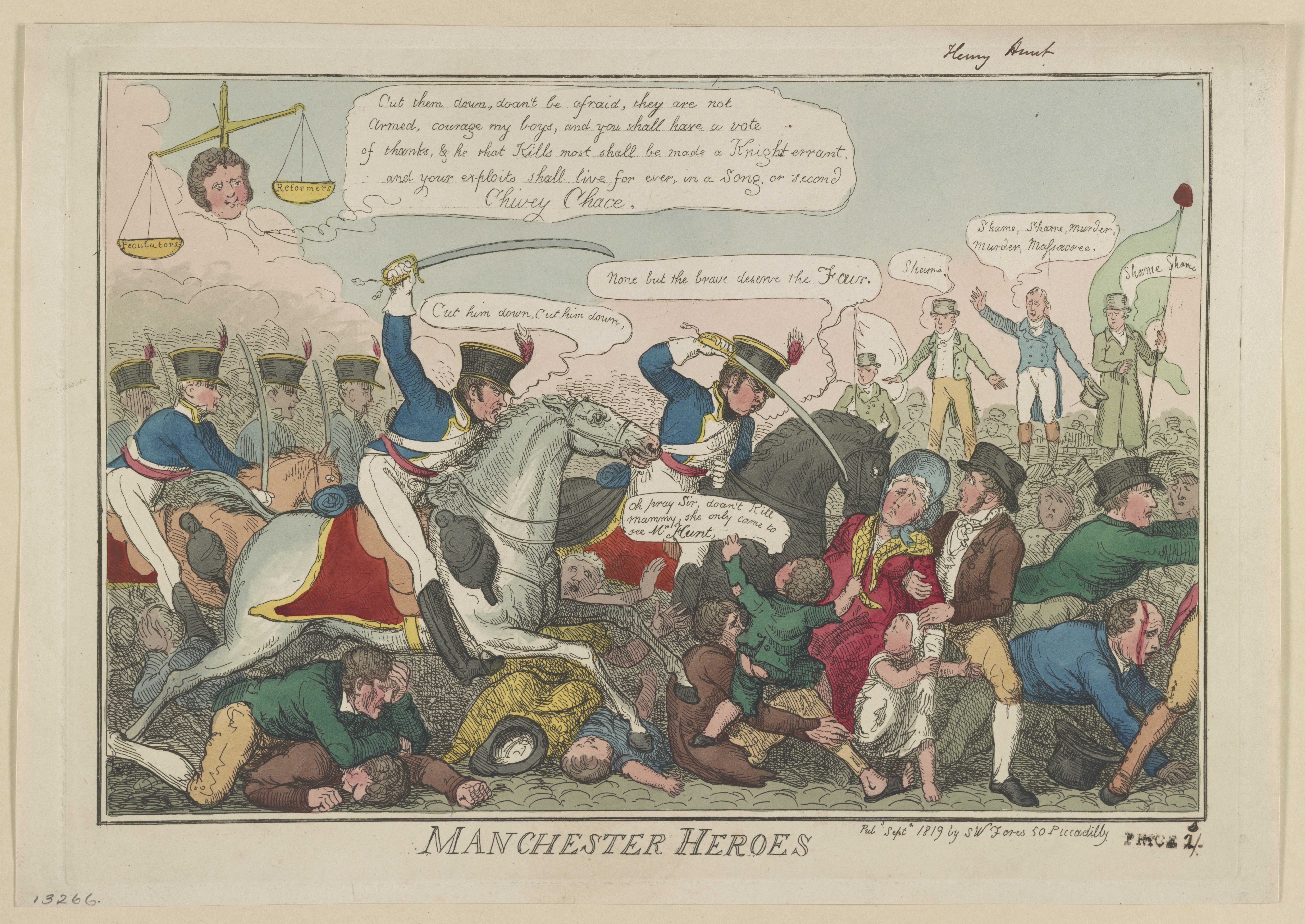
Caricatura “Los héroes de Manchester” de George Cruikshank.

Mucha gente ocultó sus heridas por temor a represalias por parte de las autoridades. Tres de los hijos de William Marsh trabajaban en la fábrica del capitán Hugh Birley de la Yeomanry, y perdieron sus trabajos porque su padre había asistido a la reunión. James Lees, de veinticinco años, fue admitido en la enfermería de Mánchester con dos graves heridas de sable en la cabeza, pero se le negó el tratamiento y fue enviado a casa al negarse a prometer que no asistiría a reuniones de reforma en el futuro; murió tres semanas después de sus heridas, el 9 de septiembre. Había luchado en Waterloo y al regresar se convirtió en tejedor, y les dijo a sus familiares antes de morir: “En Waterloo fue de hombre a hombre, pero aquí fue francamente un asesinato”.
Una característica particular de Peterloo fue la presencia numerosa de mujeres. En junio y julio de 1819 se formaron sociedades reformistas femeninas en el noroeste de Inglaterra, las primeras en Gran Bretaña. Muchas vestían de blanco y formaron contingentes exclusivamente femeninos, portando sus propias banderas. De las 654 víctimas registradas, al menos 168 eran mujeres, cuatro de las cuales murieron en St. Peter’s Field o más tarde como resultado de sus heridas. Se ha estimado que las mujeres suponían un 12% de los participantes en la reunión (frente a un 25% de los heridos), lo que implica que corrieron un riesgo mucho mayor de sufrir lesiones. Richard Carlile afirmó que las mujeres eran un objetivo especial, opinión respaldada por los hechos y los números de heridos. Algunas historias de víctimas incluyen las de las reformistas Mary Fieldes, que llevaba la bandera en la plataforma como presidenta de la Sociedad Femenina de la Reforma de Mánchester, que recibió cortes en todo el cuerpo y resultó gravemente herida, y la de Elizabeth Gaunt, que sufrió un aborto espontáneo después de los malos tratos sufridos durante once días de detención sin juicio.
Once de las muertes registradas ocurrieron en St. Peter’s Field; otros, como John Lees de Oldham, murieron más tarde a causa de sus heridas, y algunos como Joshua Whitworth murieron en los disturbios que siguieron a la dispersión de la multitud. Bush cifra las muertes en dieciocho y Poole apoya esta cifra, y sus nombres están grabados en el monumento conmemorativo de 2019, incluido el hijo por nacer de Elizabeth Gaunt.
Las otras diecisiete víctimas son las siguientes:
| Nombre             | Residencia             | Fecha muerte         | Causa                                                                       | Notas | Ref (s) |
| ------------------ | ---------------------- | -------------------- | --------------------------------------------------------------------------- | --- | ------- |
| John Ashton        | Cowhill, Oldham        | 16 de agosto         | Sableado y pisoteado por la multitud.                                       | Portaba la bandera negra de los sindicatos de Saddleworth, Lees y de Mossley, con la inscripción “Impuestos sin representación es injusto y tiránico. NO A LAS LEYES DEL CEREAL”. El jurado de la investigación concluyó que fue una muerte accidental. Su hijo Samuel recibió una compensación de veinte chelines. | ·       |
| John Ashworth      | Bulls Head, Mánchester |                      | Sableado y pisoteado.                                                       | Ashworth era un alguacil especial, probablemente golpeado por accidente por un caballero. | [ 117 ] |
| William Bradshaw   | Lily-hill, Bury        |                      | Abatido por un tiro de mosquete.                                            | | ·       |
| Thomas Buckley     | Baretrees, Chadderton  |                      | Sableado y golpeado por una bayoneta.                                       | | ·       |
| Robert Campbell    | Miller Street, Salford | 18 de agosto         | Linchado por una multitud en Newton Lane.                                   | Campbell era un alguacil especial, golpeado hasta la muerte en un ataque de venganza al día siguiente. Su nombre no se encuentra en el Memorial. | [ 122 ] |
| James Crompton     | Barton-upon-Irwell     |                      | Pisoteado por la caballería.                                                | Enterrado el 1° de septiembre. | ·       |
| Edmund Dawson      | Saddleworth            |                      | Muerto por golpes de sable en el Hospital de Mánchester.                    | | [ 117 ] |
| Margaret Downes    | Mánchester             |                      | Sableada.                                                                   | | [ 124 ] |
| William Evans      | Hulme                  |                      | Pisoteado por la caballería.                                                | Evans era un alguacil especial. | [ 125 ] |
| William Fildes     | Kennedy St, Mánchester | 16 de agosto         | Pisoteado por la caballería.                                                | Tenía dos años y fue la primera víctima de la masacre. Su madre le llevaba en brazos, cuando fue tirado al suelo por un caballero que galopaba hacia St. Peter’s Field. | [ 117 ] |
| Mary Heys          | Oxford Rd, Mánchester  | 17 de diciembre      | Pisoteada por la caballería.                                                | Madre de seis niños, y embarazada durante la manifestación. Murió de sus heridas durante un parto prematuro. | ·       |
| Sarah Jones        | 96 Silk St, Salford    |                      | Contusión craneana (según Frow).                                            | Madre de siete niños. Golpeada en la cabeza por la porra de un alguacil especial. Frow no indica que esté muerta. | ·       |
| John Lees          | Oldham                 | 9 de septiembre      | Sableado.                                                                   | Lees era un veterano que había participado en Waterloo. | [ 117 ] |
| Arthur Neil        | Pidgeon St, Mánchester |                      | Hemorragia interna.                                                         | | [ 117 ] |
| Martha Parthington | Eccles                 |                      | Encarcelada en prisión, donde murió.                                        | | [ 117 ] |
| John Rhodes        | Pits, Hopwood          | 18 o 19 de noviembre | Herida de sable en la cabeza.                                               | El cuerpo de Rhodes fue disecado a petición de los magistrados para probar que su muerte no fue el resultado de Peterloo. El informe del forense indicó una muerte por causas naturales. | ·       |
| Joshua Whitworth   |                        | 16 de agosto         | Abatido en New Cross por la infantería disparando contra los alborotadores. | | [ 117 ] |

## Reacción y consecuencias
Al cabo de dos días, toda Inglaterra conocía los hechos, y al cabo de una semana, todos los detalles de la masacre se discutían en las cervecerías, templos, talleres y hogares. Entre los reformistas la reacción fue de indignación, cólera o compasión. Los radicales utilizaron la tragedia de la masacre y la injusticia de lo ocurrido para hacer propaganda de su propia causa.
Tras Peterloo, algunos culparon a los magistrados, mientras otros citaron la violencia de la multitud. Muchos atacaron el comportamiento de la Yeomanry por reaccionar exageradamente, ya que la reunión era pacífica, pero el gobierno británico estaba dispuesto a encubrir la masacre, encarcelando a los líderes reformistas y a los periodistas presentes en el acto, y reprimiendo a quienes hablaban contra el ejecutivo. La represión fue importante en el corto plazo.
A final de año se aprobaron las Seis Leyes, Six Acts, que restringieron en gran medida las libertades políticas para organizarse, reunirse o escribir a favor de la reforma, y se aumentaron los impuestos a los periódicos para que la clase obrera tuviera más difícil el poder leerlos.
A pesar de la represión, Peterloo reveló la creciente debilidad del Antiguo Régimen en Inglaterra y estimuló una agitación aún mayor a favor de la reforma política, que condujo finalmente a la Gran Ley de Reforma de 1832.

### Reacción pública
La masacre de Peterloo fue uno de los momentos decisivos de su época. Muchos de los presentes en la masacre, incluidos amos, empleadores y propietarios locales, quedaron horrorizados por la carnicería. Cuando la noticia de la masacre comenzó a difundirse, la población de Mánchester y los distritos circundantes se horrorizó e indignó.
Tras Peterloo, se produjeron muchos artículos conmemorativos, como platos, jarras, pañuelos y medallas por parte de partidarios radicales, y es posible que los vendieran para recaudar dinero para los heridos. Todos los recuerdos llevaban la imagen icónica de Peterloo: soldados de Caballería con espadas desenvainadas cabalgaban y atacaban a civiles indefensos, mientras el reverso llevaba un texto bíblico, derivado del Salmo 37:14 “Los impíos han desenvainado la espada y han tensado su arco, para derribar al pobre y al necesitado, para matar a los de recto proceder”.
Peterloo fue la primera reunión pública a la que asistieron periodistas de periódicos importantes y lejanos, por lo que un día después del evento se publicaron relatos en Londres, Leeds y Liverpool. Las autoridades intentaron desacreditar estas noticias hablando siempre de casos individuales. James Wroe, editor del Manchester Observer, fue el primero en describir el incidente como la “Masacre de Peterloo”, creando el juego de palabras a partir de lo que ocurrió en St. Peter’s Field y en la batalla de Waterloo que había tenido lugar cuatro años antes. Ello le costó un año de libertad y el cierre de su periódico. También escribió folletos titulados “La masacre de Peterloo: una narrativa fiel de los acontecimientos”. Con un precio de dos peniques cada uno, se agotaron todas las tiradas durante catorce semanas, y tuvieron una gran circulación nacional. Sir Francis Burdett, un diputado reformista, fue multado y encarcelado durante tres meses por publicar un libelo sedicioso. El periodista John Tyas, del The Times, que fue detenido, escribió sobre la multitud antes del ataque: “No se lanzó ni un ladrillo,… no se disparó una pistola,… todo estaba en silencio y en orden, como si la caballería hubiera sido amiga de la multitud”.
Cuando el poeta Percy Bysshe Shelley, que se encontraba en Italia, se enteró de la masacre, escribió el poema "La máscara de la anarquía", acusando de ella a los poderosos, y lo envió al periódico radical The Examiner, pero no pudo encontrar ningún editor suficientemente valiente para publicarlo, por la amenaza de prisión para los radicales. No fue hasta 1832, diez años después de la muerte del poeta, que el poema se publicó por primera vez con gran éxito.
Peterloo acabó con todas las creencias y prejuicios del “inglés libre por nacimiento”: el derecho a la libertad de expresión, el deseo de “juego limpio”, el tabú de atacar a los indefensos. Durante un tiempo se unieron los ultrarradicales y los moderados, con el apoyo de los liberales whigs. Se celebraron mítines de protesta: el 29 de agosto en Smithfield con Watson y Thistlewood; el 5 de septiembre en Westminster con Burdett, Cartwright, Hobhouse y Thelwall. Diez días más tarde, cuando Hunt hizo su entrada triunfal en Londres, The Times estimó que en las calles había unas treinta mil personas.
La reacción inicial en el Lancashire fue de venganza, pero al final de agosto el impulso hacia la insurrección se había calmado al ver el abrumador apoyo moral en todo el país. En los meses siguientes, los antagonismos políticos se recrudecieron, con los legitimistas de Mánchester aislados, que solo tenían el apoyo de los metodistas; estos lanzaron una circular desaprobando las reuniones tumultuosas que desprestigiasen al gobierno y que promoviesen el descontento, la insubordinación y la anarquía.
El movimiento radical viró hacia las formas constitucionales de protesta. La indignación hizo que el radicalismo y las reuniones al aire libre se extendiesen en regiones controladas por legitimistas. Los radicales moderados esperaban la reapertura del Parlamento para ver si llevaba a cabo una investigación sobre Peterloo, pero este no se reunió hasta el 23 de noviembre, más de tres meses después de Peterloo.
La opinión pública consideraba que el gobierno había ido demasiado lejos al aplaudir “Peterloo”. Se convocó un acto de protesta en Newcastle, con permiso de su alcalde, el lunes 11 de octubre (el Radical Monday), al que asistieron entre cincuenta y cien mil personas, que vinieron de todos los alrededores, incluyendo mineros y marineros, y en el que se mantuvo perfectamente el orden y el civismo. En octubre y noviembre, el constitucionalismo radical tomó un cariz revolucionario, con algunos grupos armándose, pero las divisiones entre los líderes radicales (Watson, Thistlewood, Hunt,…) y la represión de las Six Acts extinguieron la fiebre revolucionaria.

## Reacción política
El efecto inmediato de Peterloo fue una ofensiva contra la reforma. El gobierno ordenó a la policía y a los tribunales que persiguieran a los periodistas, la prensa y específicamente al Manchester Observer. J. Wroe fue arrestado y acusado de producir una publicación sediciosa. Declarado culpable, fue sentenciado a doce meses de prisión y una multa de cien libras esterlinas. Se llevaron a los tribunales otros casos contra el Manchester Observer, y aunque cambiaron los subeditores, continuaron las redadas ante las sospechas de que alguien estaba escribiendo un artículo radical. El Manchester Observer cerró en febrero de 1820.

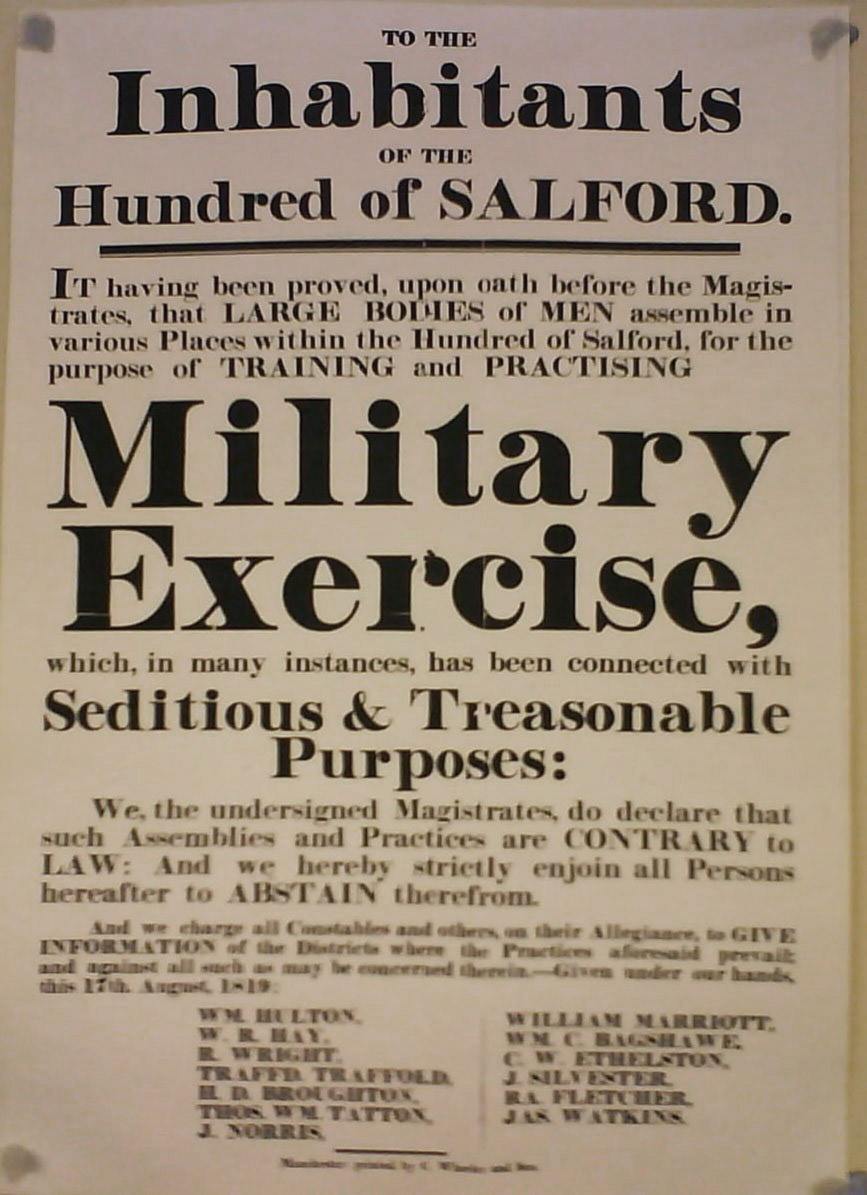
Noticia enviada a los habitantes del Salford Hundred (una subdivisión del condado), publicada por los magistrados el día después de la masacre.

Los magistrados de Mánchester organizaron una supuesta reunión pública el 19 de agosto, para poder publicar las resoluciones que apoyaban las acciones tomadas tres días antes. Dos comerciantes de algodón reformistas organizaron entonces una petición de protesta contra la violencia de St. Peter’s Field y la supuesta reunión de los magistrados, y en pocos días recogieron 4 800 firmas. Sin embargo, el Ministro del Interior, Lord Sidmouth, transmitió el 27 de agosto a los magistrados el agradecimiento del Príncipe regente por su acción en la “preservación de la paz pública”. Esta exoneración pública fue recibida por la gente con indignación y una ira feroz. En una carta abierta, Richard Carlile dijo: 

A menos que el Príncipe pida cuentas a sus ministros y alivie a su pueblo, probablemente será depuesto y los convertirá a todos en Republicanos, a pesar de toda adhesión a instituciones antiguas y establecidas

El gobierno declaró su apoyo a las acciones de los magistrados y el ejército. Las peticiones para llevar a cabo una investigación parlamentaria fueron rechazadas. El magistrado eclesiástico que destacó en el tribunal de Peterloo recibió un beneficio eclesiástico de dos mil libras de Rochdale. El 4° Earl Fitzwilliam (William Fitzwilliam) fue destituido de su cargo de Lord Lieutenant por protestar ante la masacre.
Las Seis Leyes, Six Acts, se aprobaron en diciembre de 1819, con una débil respuesta de los líderes radicales, que querían separarse de los más extremistas de su movimiento. Eran una extensión de la legislación de 1795 y 1817. Las Six Acts prohibían la instrucción y el entrenamiento militar, autorizaban el registro de casas sin orden judicial, prohibían las reuniones de más de cincuenta personas, aumentaban el impuesto del timbre a las publicaciones periódicas, por lo que estaban fuera del alcance de las clases más pobres, y extendían los poderes de las autoridades frente a los sediciosos.
Hunt y otras ocho personas fueron juzgadas en York Assizes el 16 de marzo de 1820, acusadas de sedición. El presidente de la Cámara de los Lores creía que el mitin “constituía un acto de traición manifiesto”. Se abandonó de mala gana la primera idea de acusarles de alta traición. Tras dos semanas de juicio, cinco acusados fueron declarados culpables de uno solo de los siete cargos. Hunt fue sentenciado a treinta meses de cárcel en Ilchester; a otros tres se les impuso un año; y al último, dos por un cargo posterior. Hunt, que había sido víctima de la violencia de la Yeomanry (golpeado por los guardias especiales y el general Clay), se dio cuenta de que Peterloo fue una victoria moral para los radicales, y cuando salió del juzgado se pudo percibir una sonrisa de triunfo en su rostro. El sombrero blanco que llevaba había sido ensartado por una espada y se convirtió en el símbolo de la reforma.

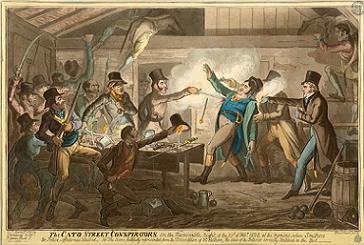
El arresto de los conspiradores de Cato Street.

En los meses que siguieron a Peterloo, al gobierno le pareció que el país se encaminaba hacia una rebelión armada, favorecida esta percepción por dos levantamientos fallidos, la revuelta de Yorkshire West Riding en abril de 1820, y la conspiración de Cato Street en febrero de 1820. En esta, un hombre llamado Arthur Thistlewood planeó el asesinato de varios ministros durante una cena anunciada en New Times, pero uno de los conspiradores era un espía e informó al gobierno. Las detenciones justificaron las Six Acts, pero los efectos del revuelo desaparecieron en abril al comenzar los juicios, cuando se supo de la presencia de un agente provocador en el asunto. Thistlewood, que había sido capturado, fue declarado culpable de alta traición y ahorcado en 1820.
Más tarde, el 4 de abril de 1822, se inició un caso civil en nombre de un tejedor herido en Peterloo contra cuatro miembros de la Yeomanry (entre ellos el capitán Birley); todos fueron absueltos ya que el tribunal dictaminó que sus acciones habían estado justificadas para dispersar una reunión ilegal y que los asesinatos no fueron más que en defensa propia.
A finales de 1820 los reformistas más importantes estaban en la cárcel, y las libertades cívicas estaban peor que antes de Peterloo. “Las libertades restringidas del trabajador británico tras Peterloo eran comparables a las del sudafricano negro a finales del siglo XX”. A Peterloo también se le atribuye parcialmente el mérito de presionar al gobierno para que aprobara en 1824 la Ley de Vagancia, y para la creación de la Policía Metropolitana de Londres.
Una consecuencia directa de Peterloo fue la fundación en 1821 del periódico Manchester Guardian, por el grupo Little Circle de empresarios liberales inconformistas de Mánchester, encabezados por John Edward Taylor, testigo de la masacre. Buscaban “la libertad civil y religiosa…, la causa de la Reforma…, y la difusión de principios justos de Economía Política.”
En la década de 1820 dos hechos modificaron el carácter y la dirección del movimiento reformista. El primero fue el comienzo de un período de prosperidad económica de 1820 a 1825, con un descenso de los precios y un mayor nivel de empleo, lo que produjo un descenso de la cólera radical. El segundo fue la orientación de la prensa radical a apoyar los derechos honoríficos y reales de la reina Carolina, a la que algunos veían como la líder de los radicales en la familia real, y que había sido marginada por Jorge IV por su mala conducta. El movimiento reformista en la década de 1820 quedó bajo la dirección de los utilitaristas de la clase media y de los jóvenes whigs.

### La batalla por el voto. Gran Reforma de 1832.
En la década siguiente aumentó la actividad de las trade unions, la propaganda owenita, el periodismo radical, el movimiento por las diez horas, la crisis revolucionaria de 1831-1832 y el movimiento cartista.
Hasta el verano de 1830 no volvió el espíritu de la agitación popular por la reforma parlamentaria y el derecho al voto, con el recuerdo sobre todo de Peterloo. Las autoridades miraban preocupadas las peticiones de reforma viendo lo que había pasado en Francia en julio de 1830, con el reemplazo de Carlos X por el moderado rey Luis-Felipe, que aceptó una monarquía constitucional. En Inglaterra, el rey Guillermo IV perdió popularidad por interponerse en el camino de la reforma. En 1831, la Cámara de los Comunes propuso una Ley de Reforma, pero la Cámara de los Lores, dominada por el partido Tory, la derrotó. Esto causó serios disturbios en muchas ciudades.
Ante esta resistencia de los más intransigentes (duque de Wellington, lores y obispos) y la timidez de los industriales, la agitación popular se orientó a apoyar un proyecto de ley reformista de C. Grey y J. Russell, aunque la mayoría no tenía nada que ganar, ya que Grey era contrario al voto, al sufragio universal y a los parlamentos anuales.
Hubo grandes discusiones en el seno de los radicales sobre si apoyar o no dicho proyecto de ley. Había quien decía que era una trampa y una traición al movimiento radical. La conclusión del Poor Man’s Guardian fue que el Proyecto de reforma no intentaba subvertir o remodelar las instituciones aristocráticas, sino consolidarlas reforzando una sub-aristocracia procedente de las clases medias; “los whigs concederán lo insustancial para conservar lo esencial”.
Durante doce meses Inglaterra atravesó una crisis donde la revolución habría sido posible, con manifestaciones de más de setenta mil personas en Londres en el otoño de 1831, y de más de cien mil personas en Birmingham en mayo de 1832, con mayoría de artesanos y obreros. La revolución no tuvo lugar por el constitucionalismo de parte de los radicales, con Cobbett como portavoz, y por la habilidad de los radicales de clase media para encontrar un compromiso que reforzó tanto al Estado como los derechos de propiedad frente a la amenaza de clase obrera.

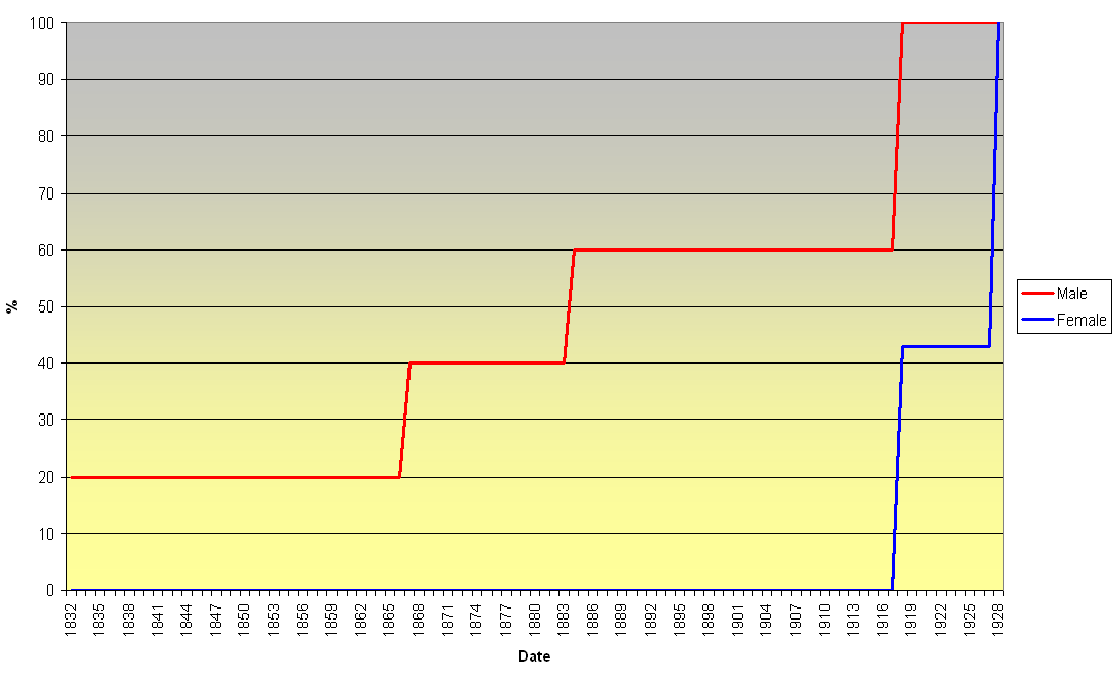
Porcentajes de hombres y mujeres adultos con derecho al voto tras las sucesivas Reform Acts.

Finalmente, Guillermo IV aceptó pasar la Gran Ley de Reforma de 1832, que cambió el sistema electoral británico: 57 “distritos podridos” fueron eliminados, y las nuevas ciudades como Birmingham, Leeds y otras obtuvieron el derecho a elegir sus diputados. Sin embargo, solo los hombres en los municipios que tuviesen propiedades por valor de diez libras esterlinas podían votar, mientras en los condados debían tener propiedades por valor de dos libras al año, o alquilar tierras por un valor de cincuenta libras al año. La mayoría de las clases trabajadoras quedó excluida de estas votaciones. Todas las mujeres fueron también excluidas. Esto mejoró la representación de las clases medias y los artesanos, pero fue insuficiente para acallar las protestas. La Ley incrementó el electorado de 400 000 a 650 000, logrando que uno de cada cinco varones adultos fuera elegible para el voto.
La agitación contra el derecho al voto “tenderócrata” se reanimó a partir de enero de 1833, con una radicalización progresiva de las poblaciones y su conversión en metrópolis cartistas. A partir de 1836 el camino había quedado expedito para la prensa cartista.
Hubo varias leyes de Reforma a lo largo del siglo XIX (1867, 1868, 1872, 1883-85), pero no fue hasta 1918 que se otorgó el sufragio universal en la Ley de Representación del Pueblo, que concedía el voto a los hombres mayores de 21 años, tuvieran o no propiedades, y a las mujeres mayores de treinta. En 1928 se concedió también el voto a las mujeres mayores de 21 años.
Respecto a la Riot Act de 1714, la ley que legitimó la masacre de Peterloo, sobrevivió casi 260 años hasta ser derogada en 1973.

## Legado de Peterloo
A lo largo del siglo XIX, Peterloo fue un punto de memoria común de los radicales y de los liberales para atacar a los conservadores y pedir más reformas del Parlamento. Estas se consiguieron con cada generación, en 1832, 1867, 1884 y 1918, cuando se logró el sufragio universal masculino y el parcial femenino.

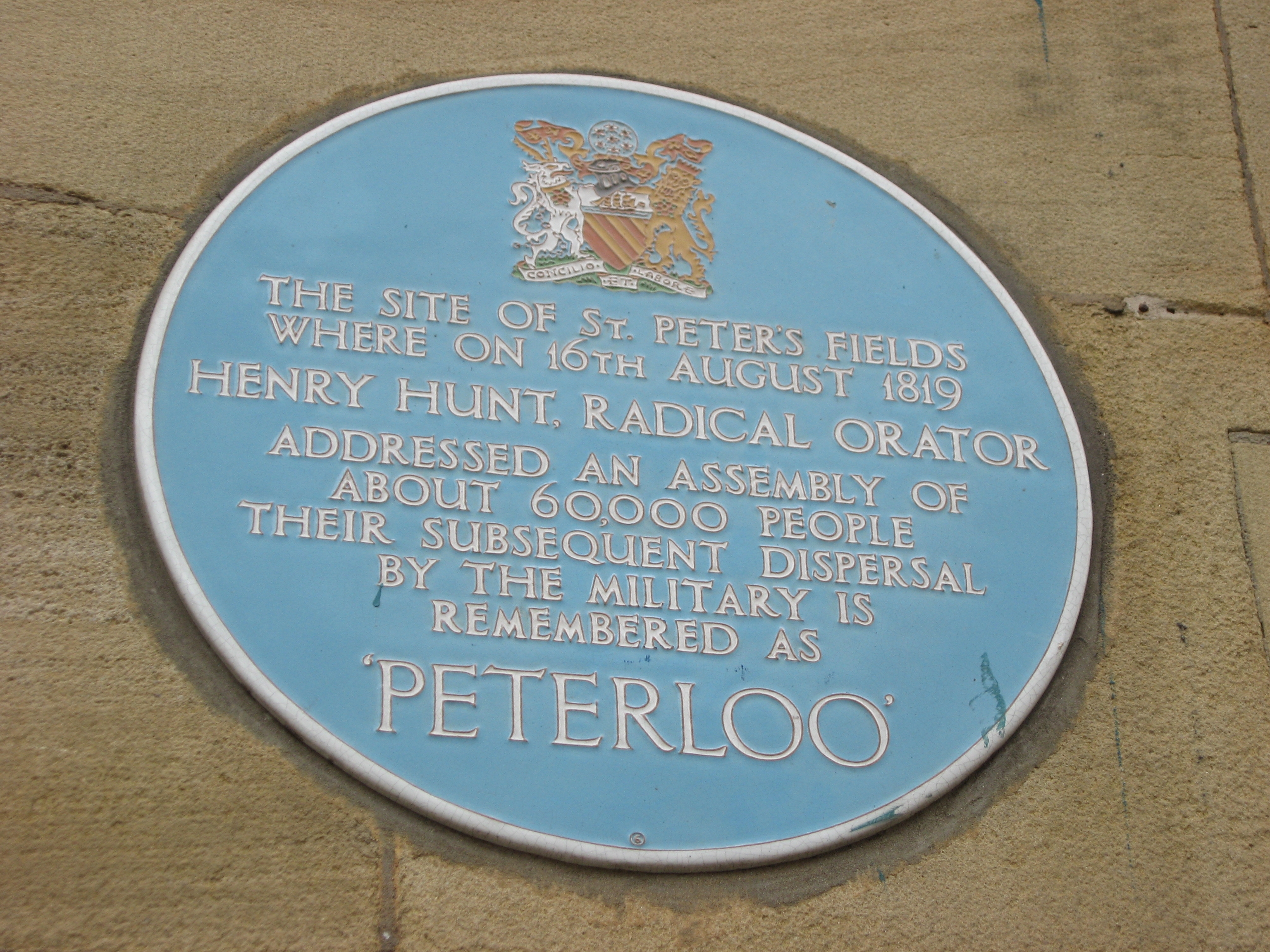
Placa azul por la Masacre de Peterloo.

El Free Trade Hall en Mánchester, sede de la Liga contra la Ley del Cereal (Anti-Corn Law League), fue construido como un “cenotafio levantado sobre las sombras de las víctimas” de Peterloo, aunque reconocía solo la demanda de los reformistas de derogar la Ley del Cereal, y no la lucha por el voto. En el centenario de 1919, dos años después de la Revolución rusa, tanto los sindicalistas como los comunistas vieron en Peterloo la lección para que los trabajadores luchasen contra la violencia capitalista. En 1968-69, la mayoría conservadora del Ayuntamiento de Mánchester se negó a conmemorar el 150 aniversario de Peterloo, pero sus sucesores laboristas en 1972 colocaron una placa azul en lo alto de una pared del Free Trade Hall, aunque se criticó el no mencionar a los muertos o heridos. En una encuesta llevada a cabo por The Guardian en 2006, Peterloo ocupó el segundo lugar, tras los Debates de Putney, como el evento de la historia británica que más merecía un monumento conmemorativo apropiado.

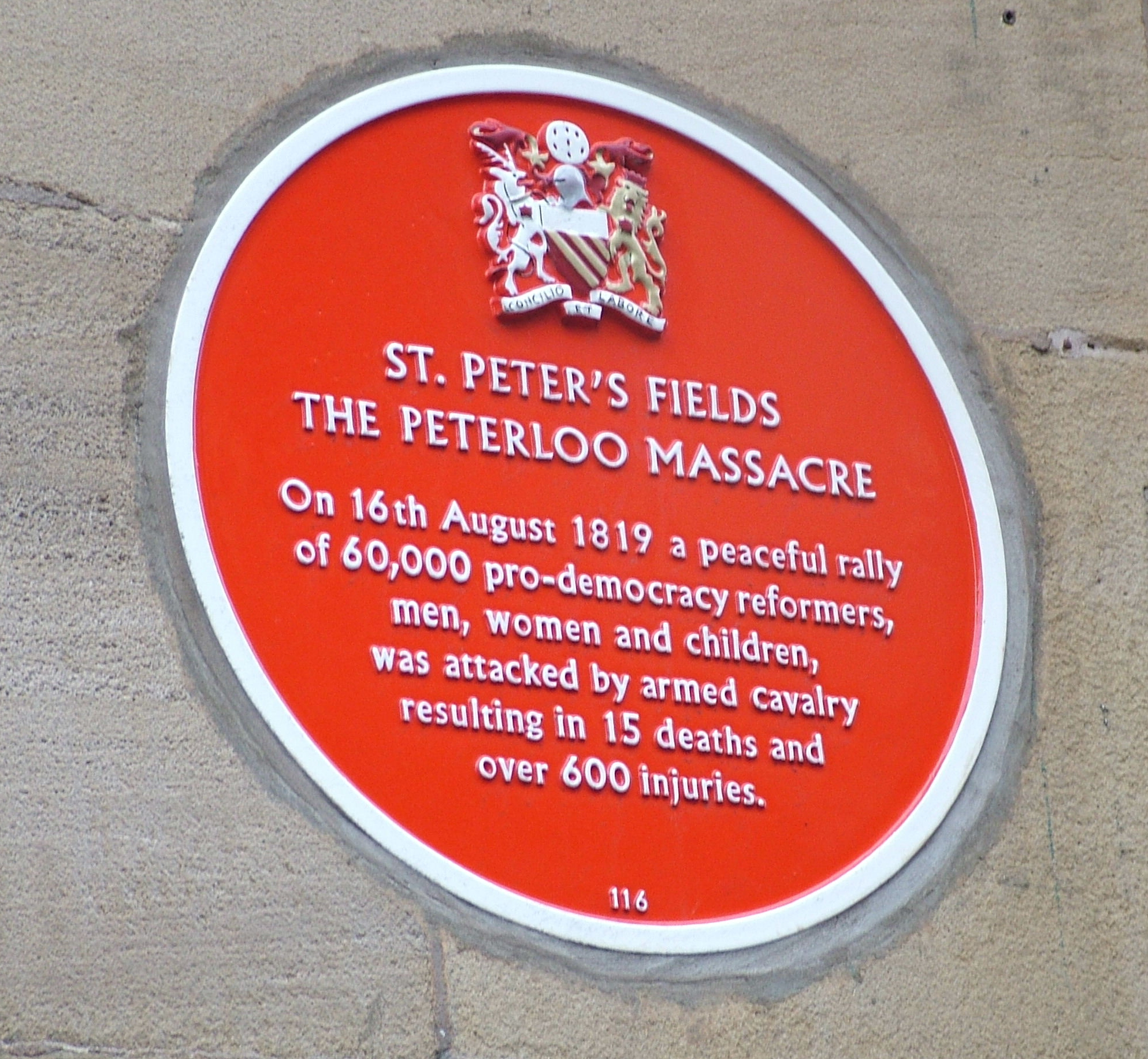
Placa roja por la Masacre de Peterloo.

En 2007, el Ayuntamiento de Mánchester reemplazó la placa azul original por una roja, con un relato más acorde a lo sucedido en 1819: 

St. Peter’s Field: La masacre de Peterloo. / El 16 de agosto de 1819, una manifestación pacífica de 60.000 reformistas pro-democracia, hombres, mujeres y niños, fue atacada por caballería armada, lo que provocó 15 muertos y más de 600 heridos

En 2019, en el doscientos aniversario de la masacre, el Ayuntamiento inauguró un nuevo monumento conmemorativo del artista Jeremy Deller. El monumento tiene 1,5 metros de altura y 11 escalones concéntricos de piedra local pulida, grabada con los nombres de los muertos y los lugares de donde procedían las víctimas, y con una placa en el suelo.

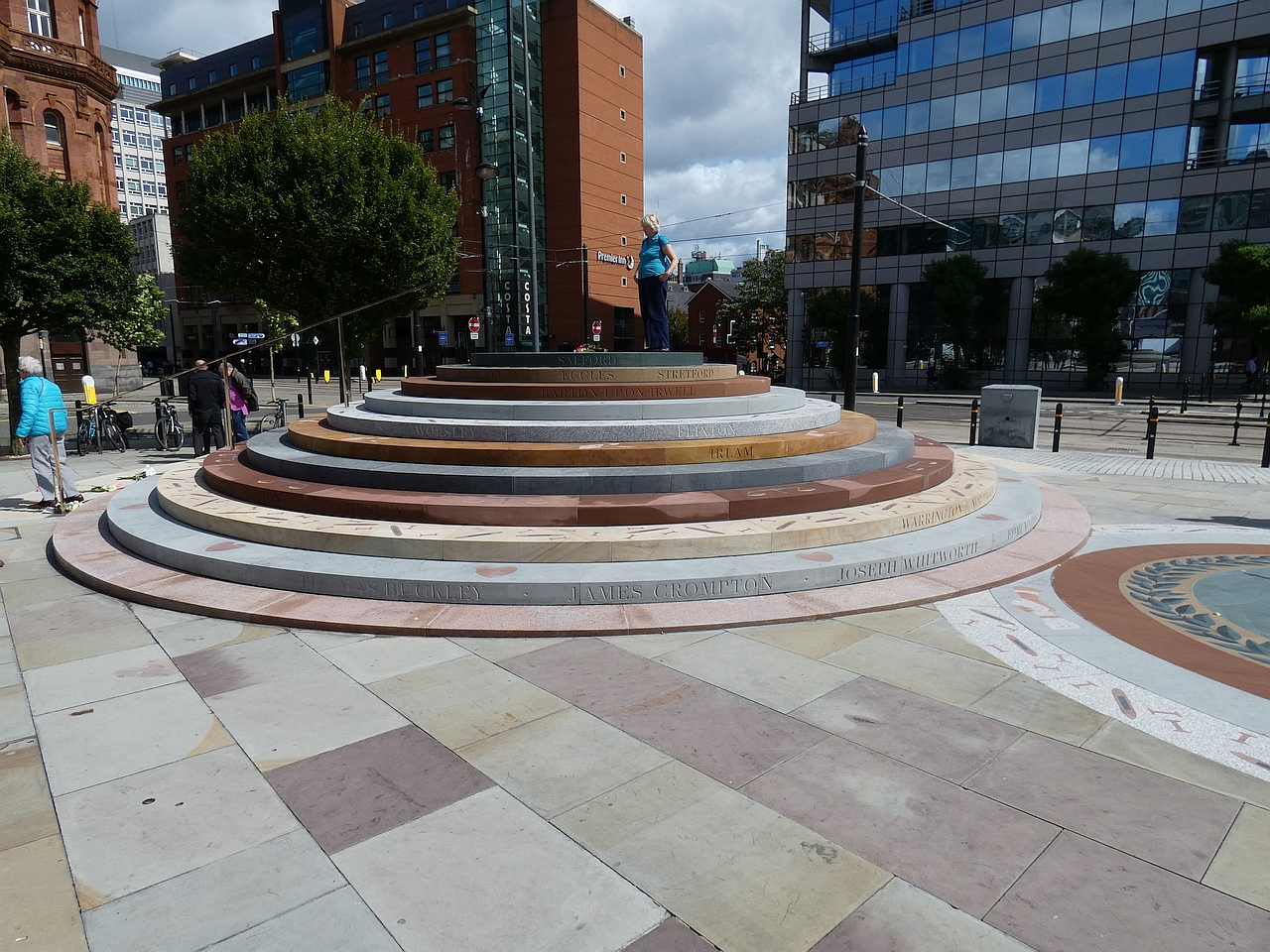
Peterloo Memorial dedicado a las personas asesinadas durante le masacre.

En lo que respecta a la cultura popular, existe la Obertura Peterloo, Op 97, de 1968 compuesta por Sir Malcolm Arnold por encargo del Congreso de los Sindicatos, así como la obra “Peterloo 1819” del organista Jonathan Scott, grabada en 2017. Por otra parte se encargaron e interpretaron varias piezas musicales de diferentes géneros, desde rap hasta un oratorio en relación con el bicentenario de Peterloo de 2019.
El episodio histórico fue tema de un largometraje titulado “Peterloo”, dirigido por el cineasta británico Mike Leigh y estrenado en 2018. Se reconoció la poderosa interpretación de los eventos y su recreación del período. Además, existen numerosos libros y diversas novelas relacionadas con los eventos de la masacre de Peterloo.

## Conclusión
Acontecimientos como el levantamiento de Pentrich, la Marcha de los Blanketeers y la reunión de Spa Fields sirven para indicar la amplitud, diversidad y escala geográfica de la demanda de reformas económicas y políticas en la segunda mitad de la década de 1810.
Con el poder creciente de los radicales, las autoridades debían responder a los reformistas con represión o concesión, pero en 1819 la concesión hubiera sido al movimiento obrero, ya que los reformistas de clase media no eran todavía suficientemente fuertes como lo serían en 1832, para ofrecer un avance más moderado. Por este motivo sucedió Peterloo.
La masacre allanó el camino para la Gran Ley de Reforma de 1832, que eliminó “distritos podridos” y creó nuevos escaños parlamentarios, sobre todo para las ciudades industriales del norte de Inglaterra. Mánchester pudo elegir sus dos primeros diputados y en 1838 se convirtió en municipio. También condujo a la creación, dos años después, del periódico Manchester Guardian, y a la eclosión del movimiento cartista, del que surgieron los sindicatos.
Es difícil saber qué habría logrado la manifestación de Mánchester si hubiera terminado pacíficamente, pero el brutal ataque de la Caballería contra manifestantes pacíficos desarmados aseguró que nunca fuera olvidada y que se convirtiera en un hito en la lucha por la democracia. Peterloo no tuvo ningún efecto sobre la velocidad de la reforma, pero a su debido tiempo todas las demandas de los reformistas, menos una, los parlamentos anuales, se cumplieron.
Se ha afirmado que Peterloo supuso el cambio de una Inglaterra provincial a la lucha por la emancipación de la clase trabajadora. “A partir de ahora, el pueblo apoyaría con cada vez más fuerza ese gran movimiento que, etapa tras etapa a lo largo del siglo XIX, iba a imponer un nuevo orden político a la sociedad”; “Con Peterloo y el final de la Inglaterra de la Regencia, la reforma parlamentaria había alcanzado la mayoría de edad”.
Quizás no fueron ni la calle Cato ni las Six Acts las que tuvieron una influencia más perdurable en la tradición política británica, sino Peterloo, ya que hubo una respuesta a largo plazo. Fue una advertencia a los reformistas de la clase media y los whigs sobre la posible pérdida de influencia sobre las masas sin representación.
Peterloo ha sido calificado como “el acontecimiento político más sangriento del siglo XIX en suelo inglés” y  “un terremoto político en el centro neurálgico de la revolución industrial en el norte del país”. La masacre supuso una victoria para las víctimas, y las autoridades supieron que no podían repetirlo. El consenso moral de la nación no toleraría el ataque violento a una multitud indefensa, por lo que Peterloo estableció el derecho de manifestación pública y convirtió los derechos de la prensa en el punto de apoyo de la prensa radical. En lo sucesivo, los huelguistas u obreros agrícolas pudieron ser reprimidos o dispersados con violencia; pero, desde Peterloo, jamás una autoridad británica se ha atrevido a utilizar una fuerza igual contra una multitud pacífica.

### Libros
- Bamford, Samuel (2013) [1844]. Passages in the Life of a Radical, and Early Days (en inglés). HardPress Publishing. ISBN 978-1313894579.
- Bedarida, François (1984). "El socialismo en Gran Bretaña hasta 1848” en “Historia general del socialismo. De los orígenes a 1875” dirección Jacques Droz de 1909. Barcelona: Destino. ISBN 84-233-1305-0.
- Blackstone, William (1765). Commentaries on the Laws of England (en inglés). Oxford, UK: Clarendon Press.
- Bruton, Francis A. (1919). The Story of Peterloo (en inglés). Mánchester: Manchester University Press.
- Burgess, Chriss (2014). "The objects of Peterloo" en "Return to Peterloo" de R. Poole (en inglés). Mánchester: Carnegie Publishing. ISBN 978-1859362259.
- Bush, Michael (2005). The casualties of Peterloo (en inglés). Lancaster, UK: Carnegie Publishing Ltd. ISBN 978-1-85936-1252.
- Davis, Mary (1993). Comrade or Brother? The History of the British Labour Movement 1789–1951 (en inglés). Londres: Pluto Press. ISBN 978-0-7453-0761-9.
- Frangopulo, N. J. (1977). Tradition in Action: The Historical Evolution of the Greater Manchester County (en inglés). Mánchester: EP Publishing Ltd. ISBN 978-0-7158-1203-7.
- Frow, Edmund; Frow, Ruth (1984).  Neil Richardson, ed. Radical Salford: Episodes in Labour History (en inglés). Mánchester. ISBN 978-0-907511-49-6.
- Glen, Robert (1984). Urban workers in the early industrial Revolution (en inglés). Londres: Croom Helm  Ltd. ISBN 978-0-7099-1103-6.
- Harrison, Stanley (1974). Poor Men's Guardians. A Survey of the Struggles for a Democratic Newspaper Press, 1763-1973 (en inglés). Londres: Lawrence & Wishart. ISBN 978-0-85315-308-5.
- Harrop, James (1822). Manchester Meeting, sixteenth of August, 1819. A Report of the Trial, Redford against Birley and others for an assault, etc. (en inglés). Mánchester: James Harrop. Consultado el 1 de abril de 2024.
- Hernon, Ian (2006). Riot!: Civil Insurrection from Peterloo to the Present Day (en inglés). Londres: Pluto Press. ISBN 978-0-7453-2538-5.
- Jackson, Paul (2003). The Life and Music of Sir Malcolm Arnold:The Brilliant and the Dark (en inglés). Hampshire, UK: Ashgate Publishing Ltd. ISBN 1-85928-381-0.
- Marlow, Joyce (1969). The Peterloo Massacre (en inglés). Londres: Rapp & Whiting Ltd. ISBN 978-0-85391-122-7.
- McPhillips, Kevin (1977).  Neil Richardson, ed. Oldham: The formative Years (en inglés). Mánchester. ISBN 978-1-85216-119-4.
- Pickering, Paul A.; Tyrrell, Alex (2000). The People's Bread: A History of the Anti-Corn Law League (en inglés). Leicester, UK: Leicester University Press. ISBN 978-0-7185-0218-8.
- Poole, Robert (2014). "The Middleton Peterloo Banner" en "Return to Peterloo" (en inglés). Mánchester: Carnegie Publishing. ISBN 978-1859362259.
- Poole, Robert (2019). Peterloo: the English uprising (en inglés). Oxford, UK: Oxford University Press. ISBN 978-0-19-878346-6.
- Poole, Steve (2000). The Politics of Regicide in England, 1760–1850 (en inglés). Mánchester: Manchester University Press. ISBN 978-1-5261-3061-7. Consultado el 28 de marzo de 2024.
- Prentice, Archibald (1970) [1851]. Historical Sketches and Personal Recollections of Manchester: Intended to illustrate the progress of public opinion from 1792 to 1832 (en inglés). Londres: Routledge. ISBN 0-7146-1353-3.
- Prentice, Archibald (2010) [1853]. History of the Anti-Corn-Law League (en inglés). Whitefish, Montana: Kessinger Publishing. ISBN 978-1163633090.
- Read, A. (1819).  J. Wroe, ed. Peterloo Massacre (en inglés). Mánchester. Consultado el 20 de marzo de 2024.
- Read, Donald (1973). Peterloo: the "massacre" and its background (en inglés). Mánchester: Manchester University Press. ISBN 0-678-06791-0. Consultado el 6 de abril de 2024.
- Reid, Robert (1989). The Peterloo Massacre (en inglés). Londres: William Heinemann Ltd. ISBN 978-0-434-62901-5.
- Riding, Jacqueline (2018). Peterloo: the story of the Manchester massacre (en inglés). Londres: Head of Zeus. ISBN 978-1-78669-583-3.
- Thompson, Edward Palmer (2012) [1963]. La formación de la clase obrera en Inglaterra. Madrid: Capitán Swing Libros. ISBN 978-84-940279-3-2.
- Vallance, Edward (2013). A Radical History of Britain: Visionaries, Rebels and Revolutionaries – the men and women who fought for our freedoms (en inglés). Mánchester: Hachette. ISBN 978-1-85984-851-7.
- Vitale, Alex S. (2017). The end of policing (en inglés). Nueva York: Verso Books. ISBN 978-1784782894.

- White, Reginald J. (1957). Waterloo to Peterloo (en inglés). La Haya: William Heinemann Ltd.
- Wyke, Terry (2014). “Remembering the Manchester Massacre" en "Return to Peterloo" de Robert Poole (en inglés). Mánchester: Carnegie Publishing. ISBN 978-1859362259.

### Publicaciones
- Bensimon, Fabrice (2019). «Peterloo, le sang des ouvriers de Manchester». L'Histoire (en francés) 460. ISSN 2804-6269.
- Donald, Diana (1989). «The Power of Print: Graphic Images of Peterloo». Manchester Region History Review (en inglés) 3. ISSN 0952-4320. Archivado desde el original el 13 de mayo de 2008. Consultado el 1 de junio de 2024.
- Foot, Paul (2005). The Vote: How It Was Won and How It Was Undermined (en inglés). Londres: Viking. ISBN 0-670-91536-X.
- Halliday, Josh (2019). «Peterloo memorial quietly unveiled three days before anniversary». The Guardian (en inglés) (13 de agosto de 2019). ISSN 1756-3224.
- Medina, Marta (2019). «La masacre de Peterloo: una matanza olvidada que cambió la historia de Inglaterra». El Confidencial. ISSN 1137-1102.
- Phillips, John A.; Wetherell, Charles (1995). «The Great Reform Act of 1832 and the Political Modernization of England». American Historical Review (en inglés) 100 (2). ISSN 0002-8762.
- Poole, Robert (2006). «'By the Law or the Sword': Peterloo Revisited». History : The Journal of the Historical Association (en inglés) 91 (302). ISSN 0018-2648.
- Poole, Robert (2019). «Petitioners and Rebels: Petitioning for Parliamentary Reform in Regency England». Social Science History (en inglés) 43 (3). ISSN 0145-5532.
- Poole, Robert (2019). «The Manchester Observer: Biography of a Radical Newspaper». Bulletin of the John Rylands Library (en inglés) 95 (1). ISSN 2054-9318.
- Scott, A.O. (2019). «'Peterloo' Review: Political Violence of the Past Mirrors the Present». The New York Times (en inglés) (4 de abril de 2019). ISSN 0362-4331.
- Ward, David (2007). «New plaque tells truth of Peterloo killings 188 years on». The Guardian (en inglés) (28 de diciembre de 2007). ISSN 1756-3224.